# Concours d'élégance Villa d'Este
Pour les articles homonymes, voir Concours d'élégance et Villa d'Este (homonymie).
Le concours d'élégance Villa d'Este (Concorso d'Eleganza Villa d'Este, en italien) est un des plus prestigieux concours d'élégance de voitures de collection du monde. Il est organisé tous les ans depuis 1929, fin mai, dans les parcs des villa d'Este et villa Erba voisine, à Cernobbio, au bord du lac de Côme près de Milan en Lombardie en Italie.

## Historique
Le concours international d'élégance d'automobile « Coupe d'or Villa d'Este » (Coppa d'Oro en italien) est fondé le 1er septembre 1929. Arrêté pendant la Seconde Guerre mondiale, il reprend en 1947 pour finalement s'éteindre deux ans plus tard. 

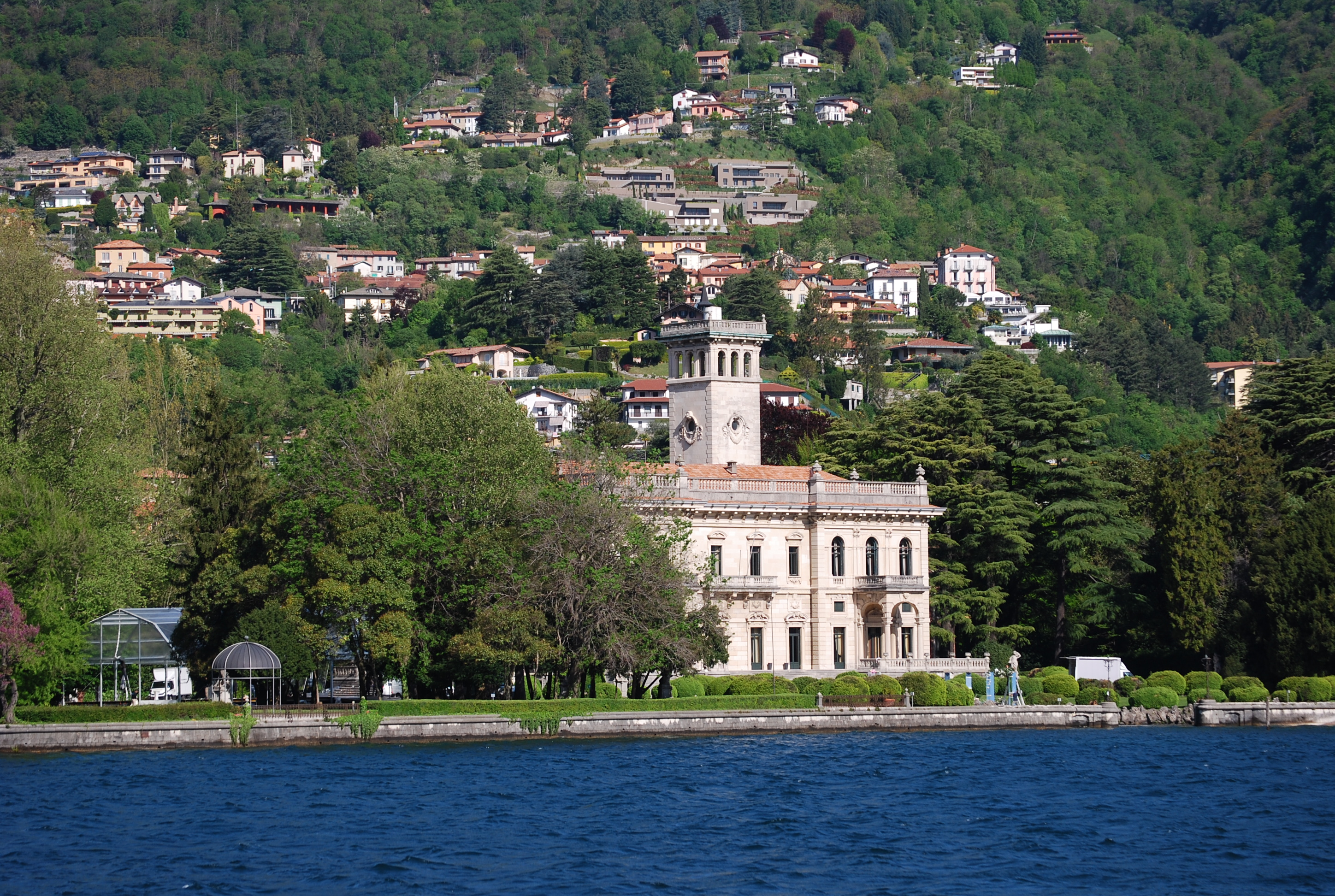
Villa Erba (XIXe siècle)
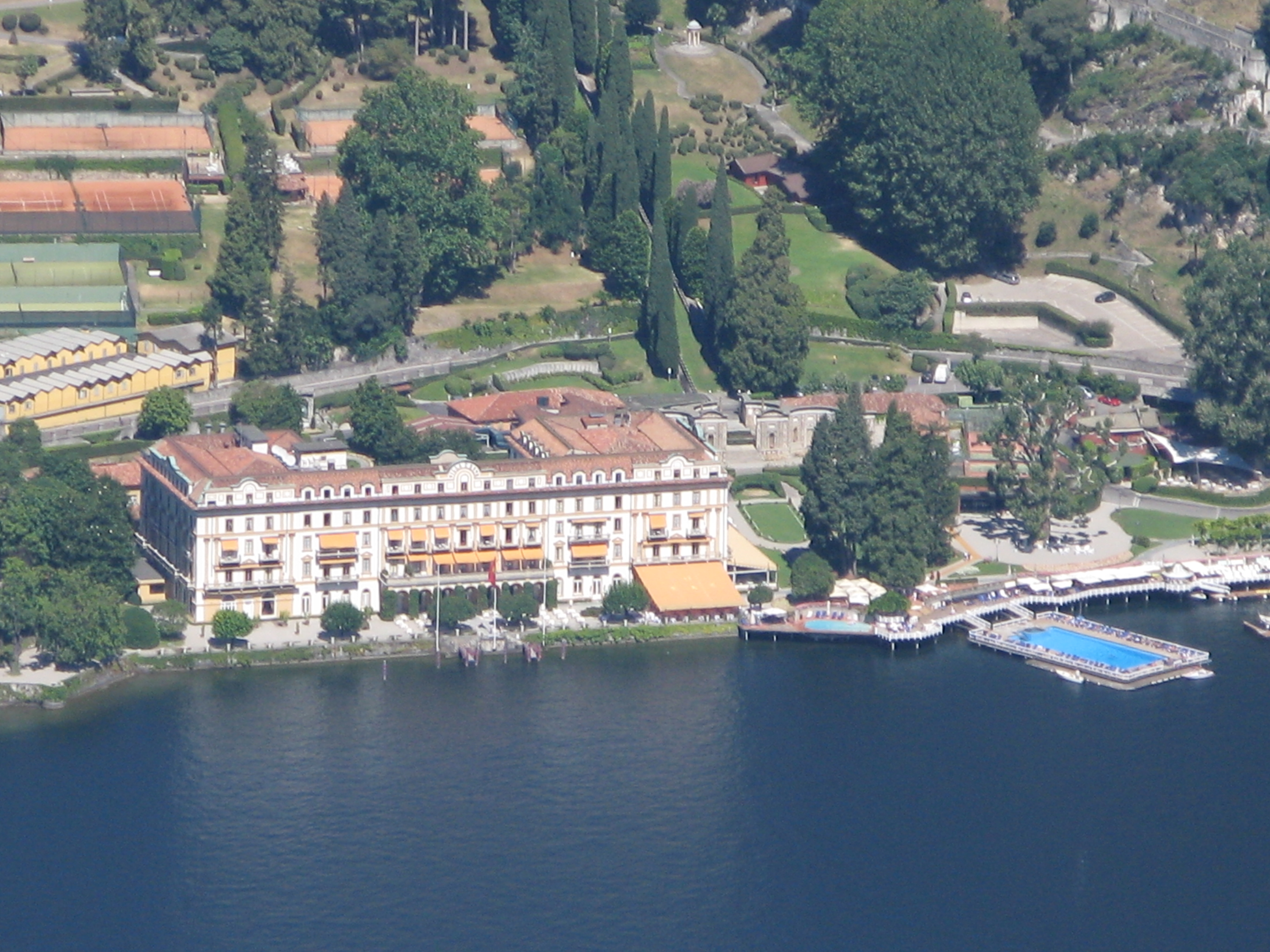
Villa d'Este (XVIe siècle)
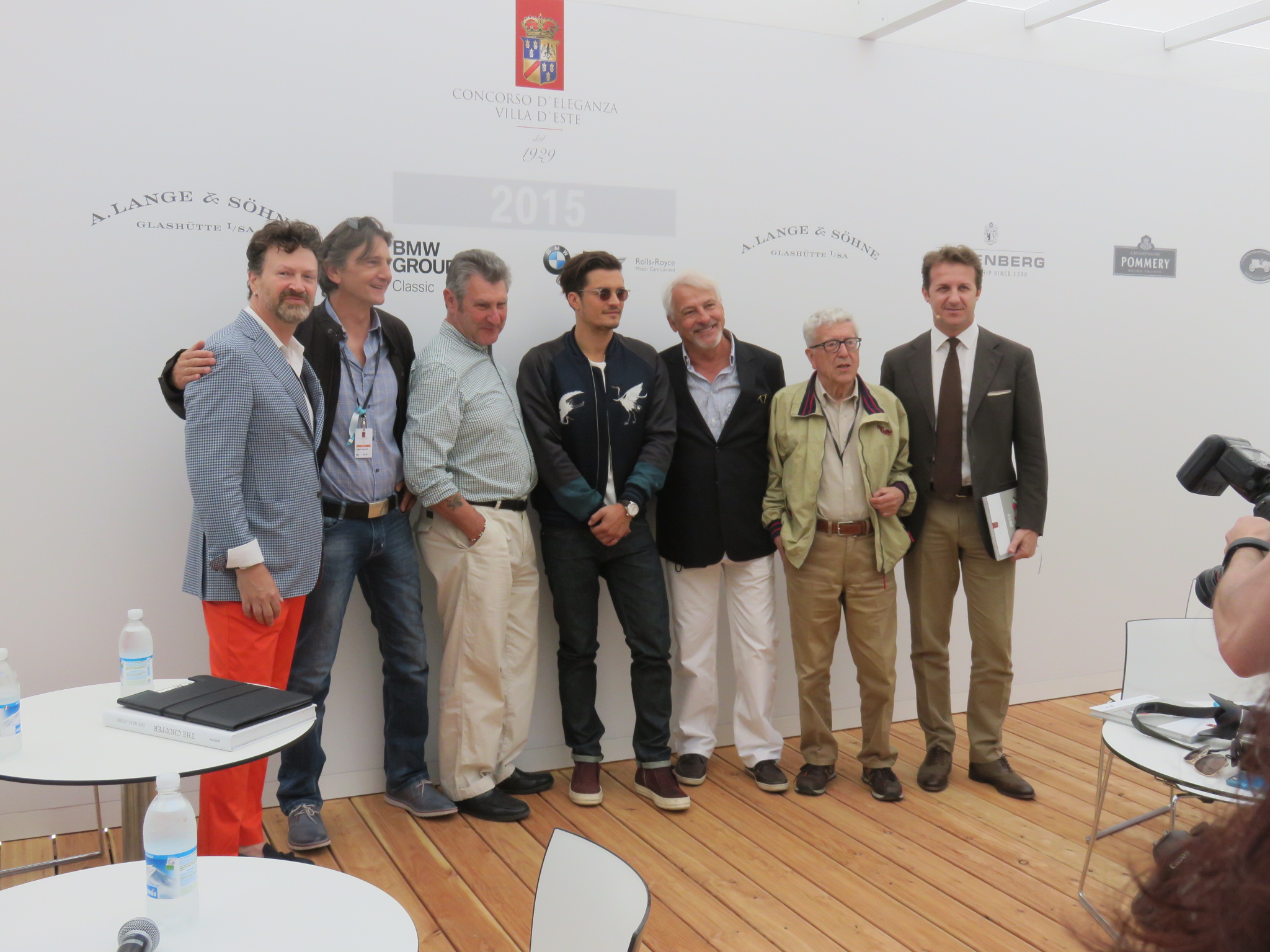
Jury du concours 2015, avec l'acteur Orlando Bloom

Le concours est relancé à Cernobbio en 1995, pour trois éditions, sous le nom actuel de Concorso d’Eleganza Villa d’Este. Le constructeur automobile allemand BMW le relance en 1999, avec tout son faste d'origine. Y sont exposés une soixantaine de voitures d'exception, et quelques bateaux ou motos rares, en excellent état de restauration ou conservation, ainsi que quelques modèles uniques et inestimables, construites entre les années 1920 et les années 1970, classées en neuf catégories. Le jury du concours est composé de huit personnalités de la scène automobile mondiale, et de célébrités passionnées du monde du spectacle, et décerne de nombreux prix, dont le Trophée BMW Group (le plus important). Les voitures sont exposées de façon privée dans le parc de la Villa d'Este le samedi, puis au public à la Villa Erba le dimanche.

### Palmarès du concours
| Édition | Voiture                                       | Année           | Propriétaire    |
| ------- | --------------------------------------------- | --------------- | --------------- |
| 2018    | Alfa Romeo 33-2 Stradale Scaglione Coupé      | 1968            |                 |
| 2019    | Alfa Romeo 8C 2900B Berlinetta Touring        | 1937            | David Sydorick  |
| 2020    | Édition annulée                               | Édition annulée | Édition annulée |
| 2021    | Ferrari 250 GT Compétition (châssis #0507 GT) | 1957            | Brian Ross      |
| 2022    | Bugatti Type 57 S cabriolet Vanvooren         | 1937            |                 |
| 2023    | Duesenberg SJ                                 | 1935            | Andrew Pisker   |

## Éditions

### 2023
Du 19 au 21 mai 2023.
Concept cars
- BMW Concept Touring Coupé

### 2024
Du 24 au 26 mai 2024.

## Galerie

Quelques participants
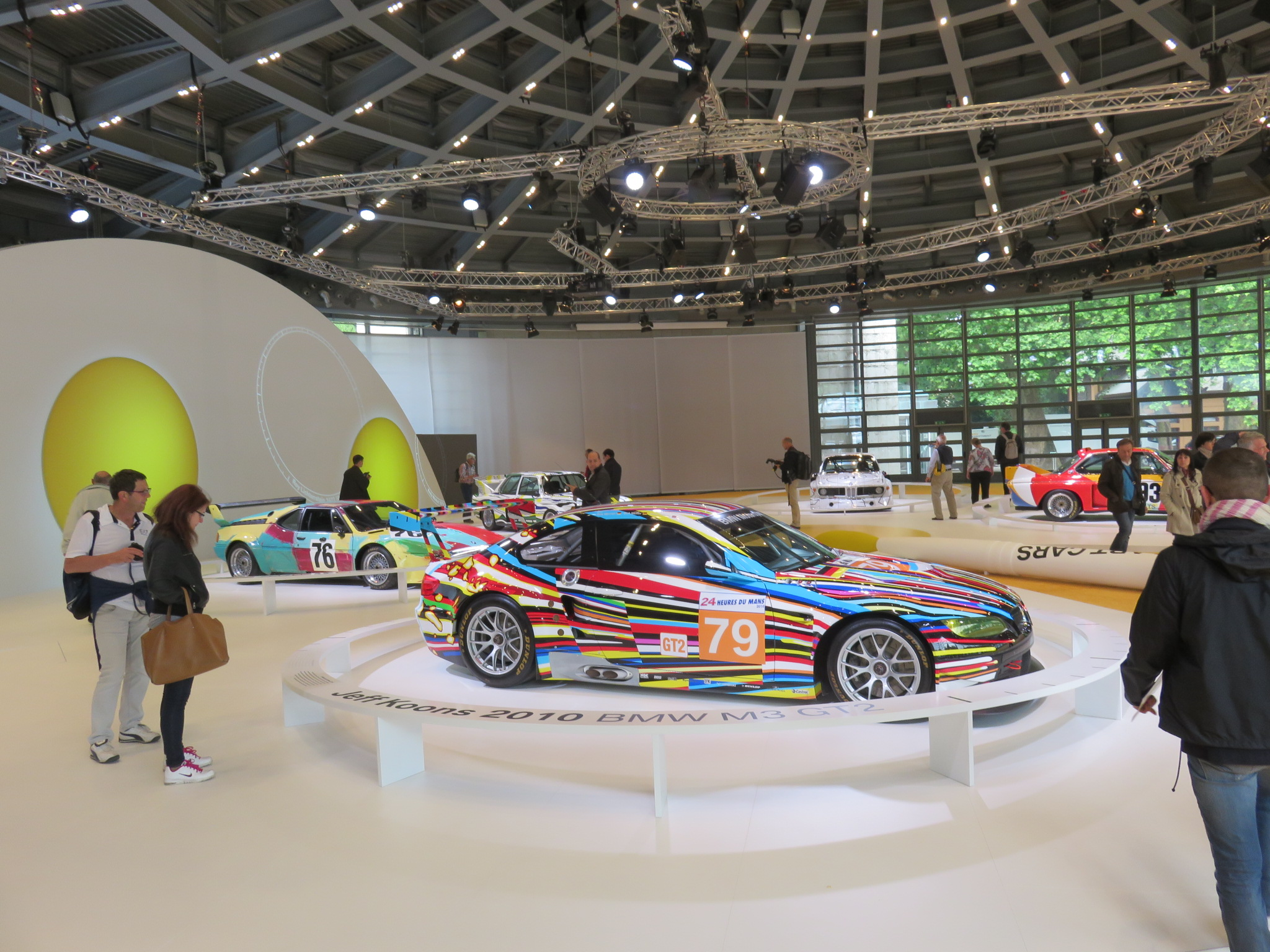
5 BMW Art car
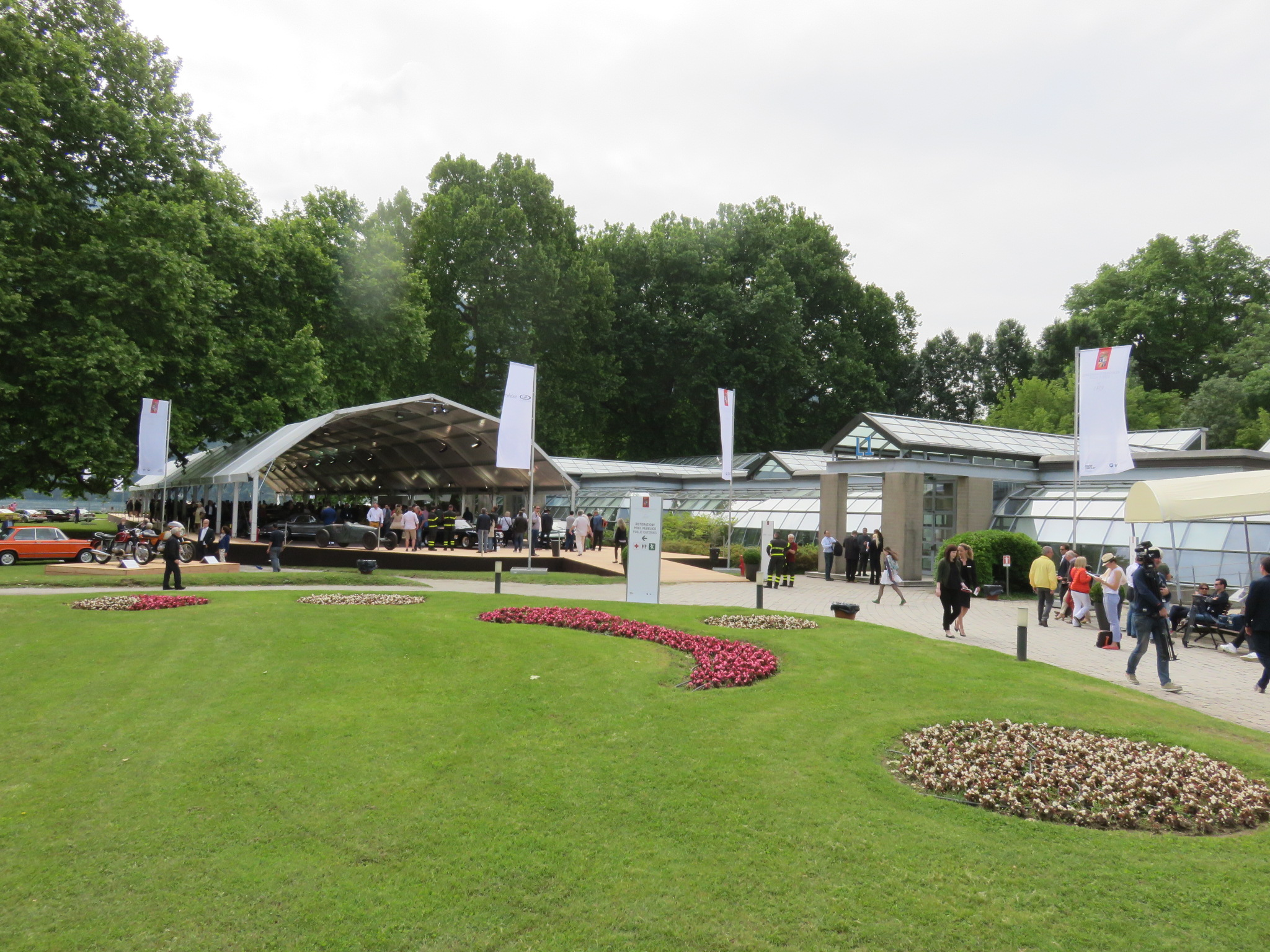
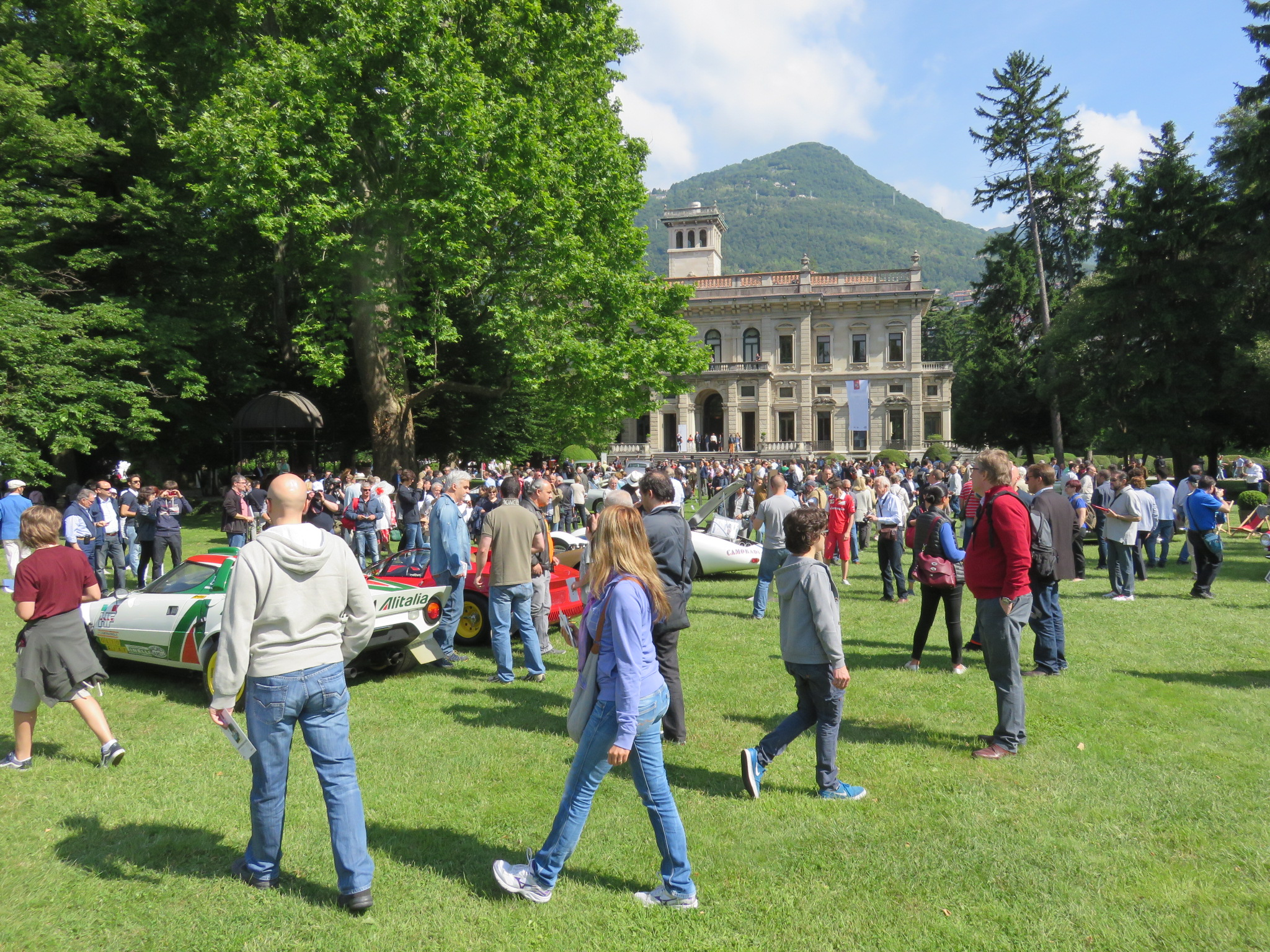
Villa Erba
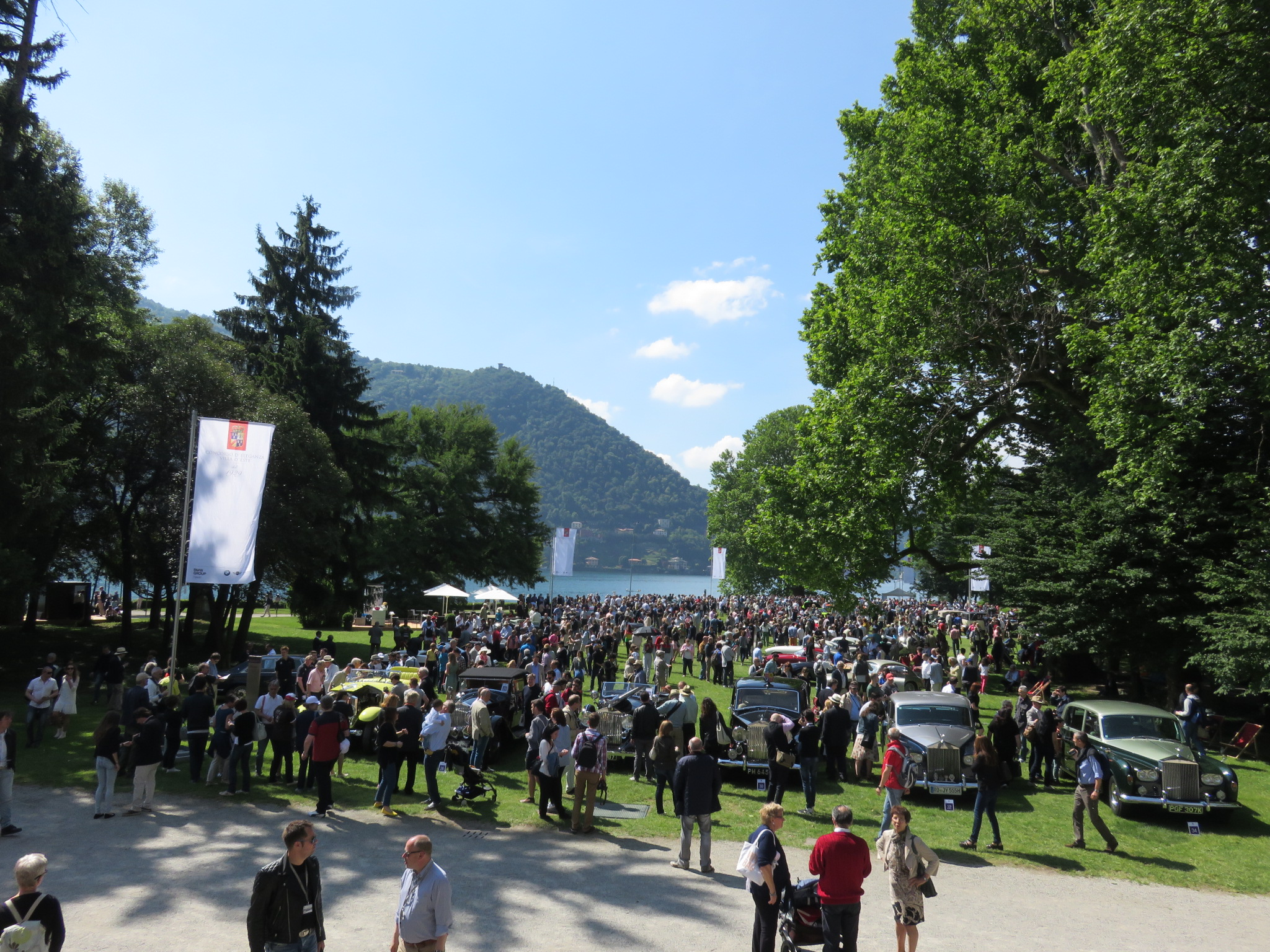
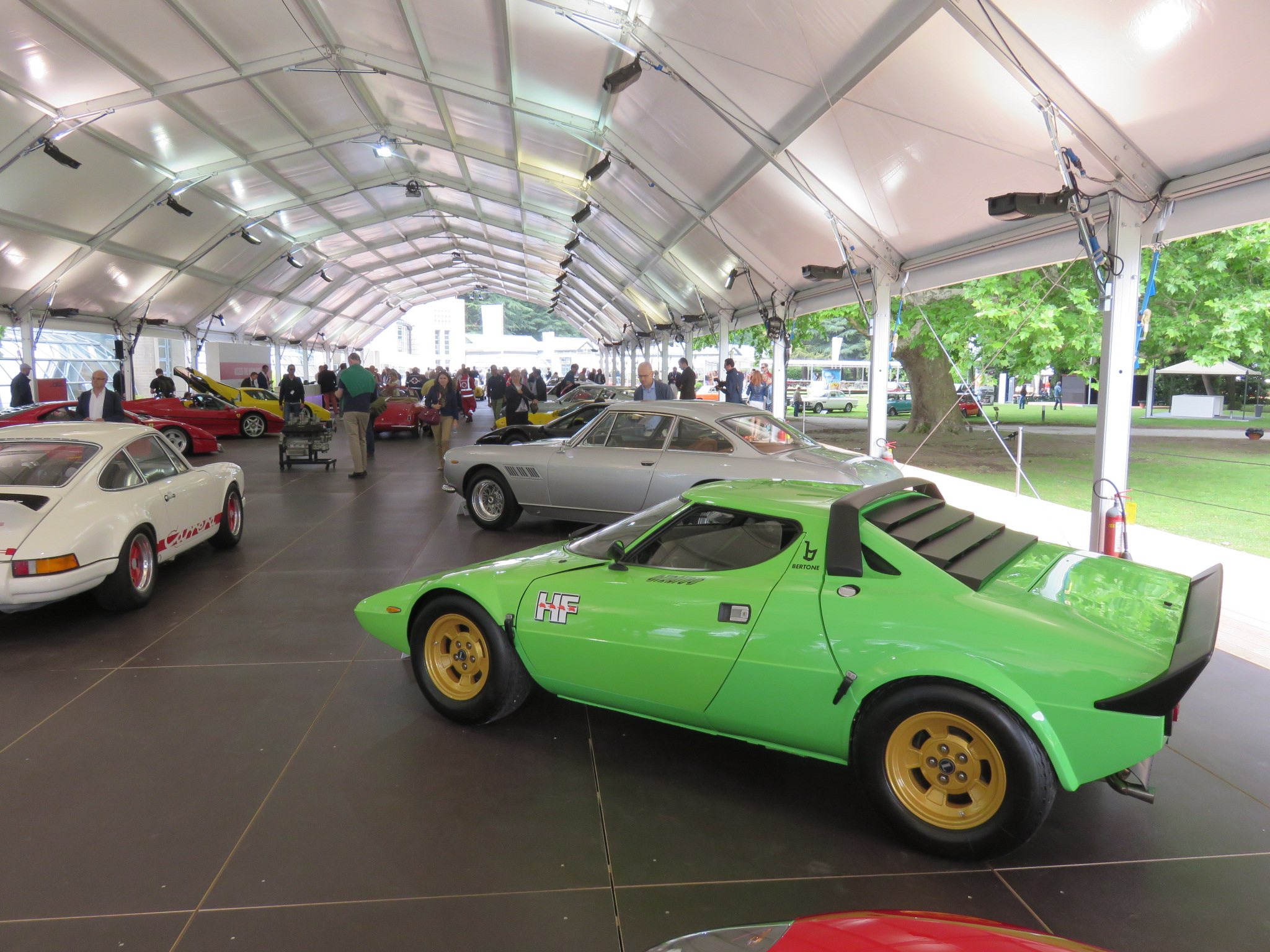
Lancia Stratos HF Stradale Bertone (1974)
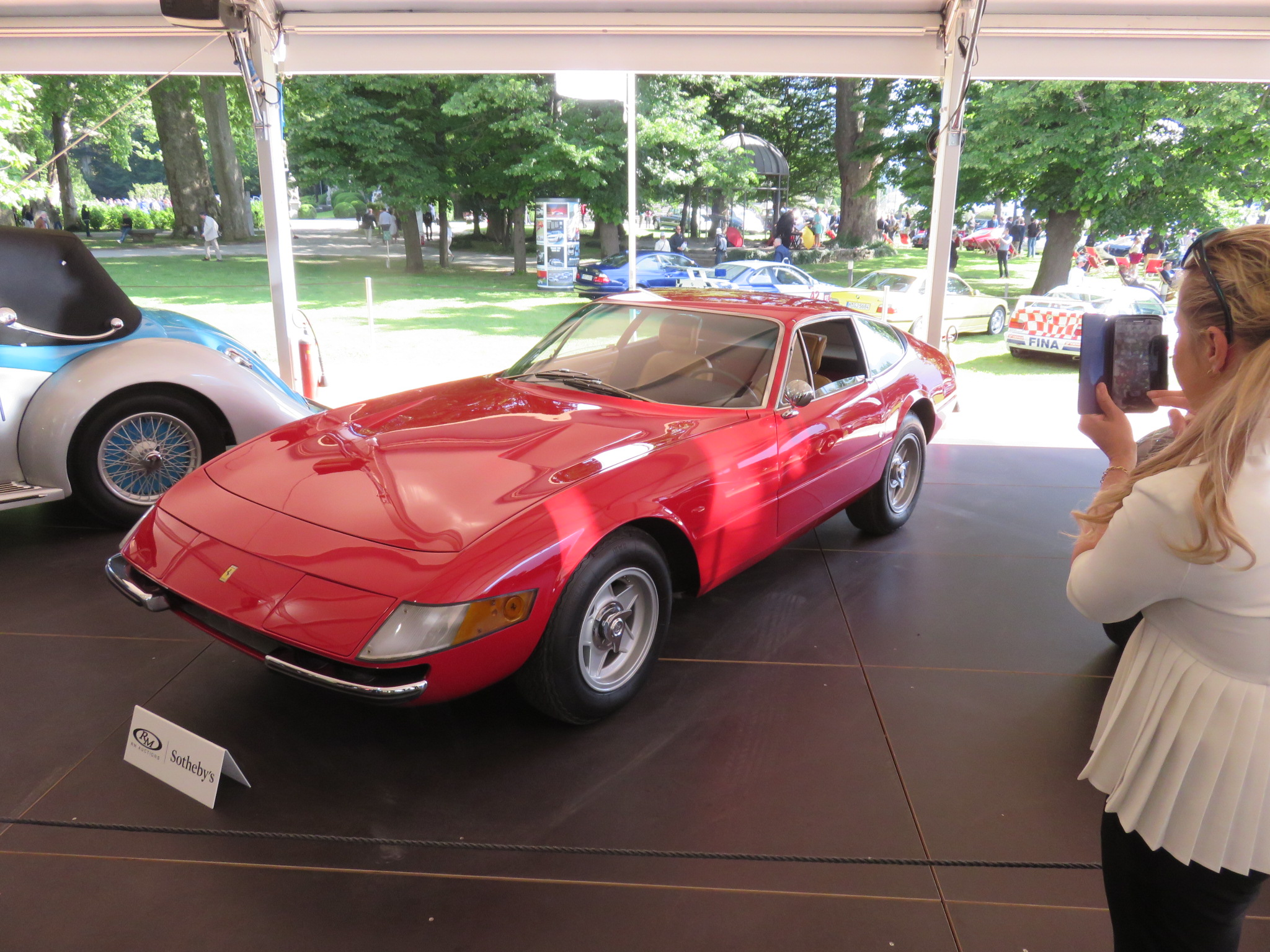
Ferrari 365 Daytona Scaglietti (1973)
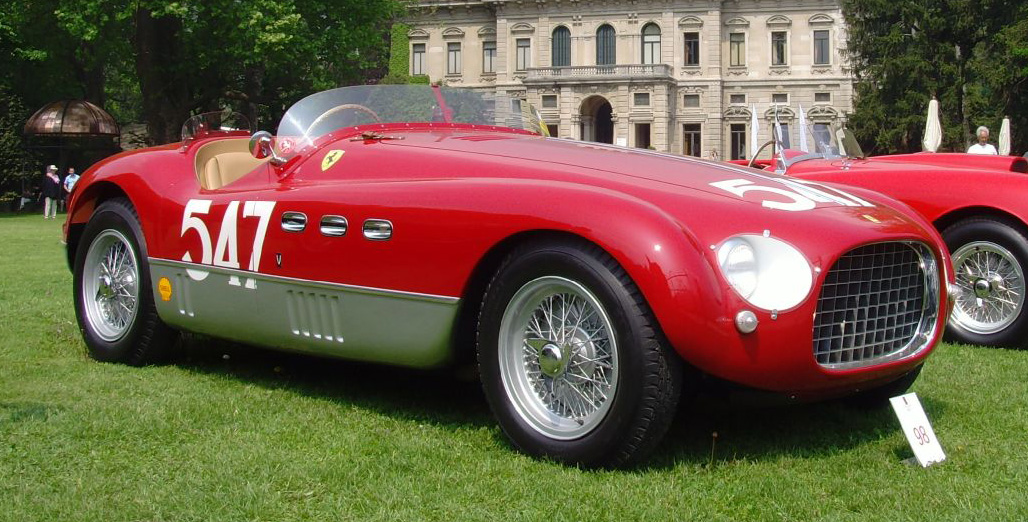
Ferrari 340 MM (1943)
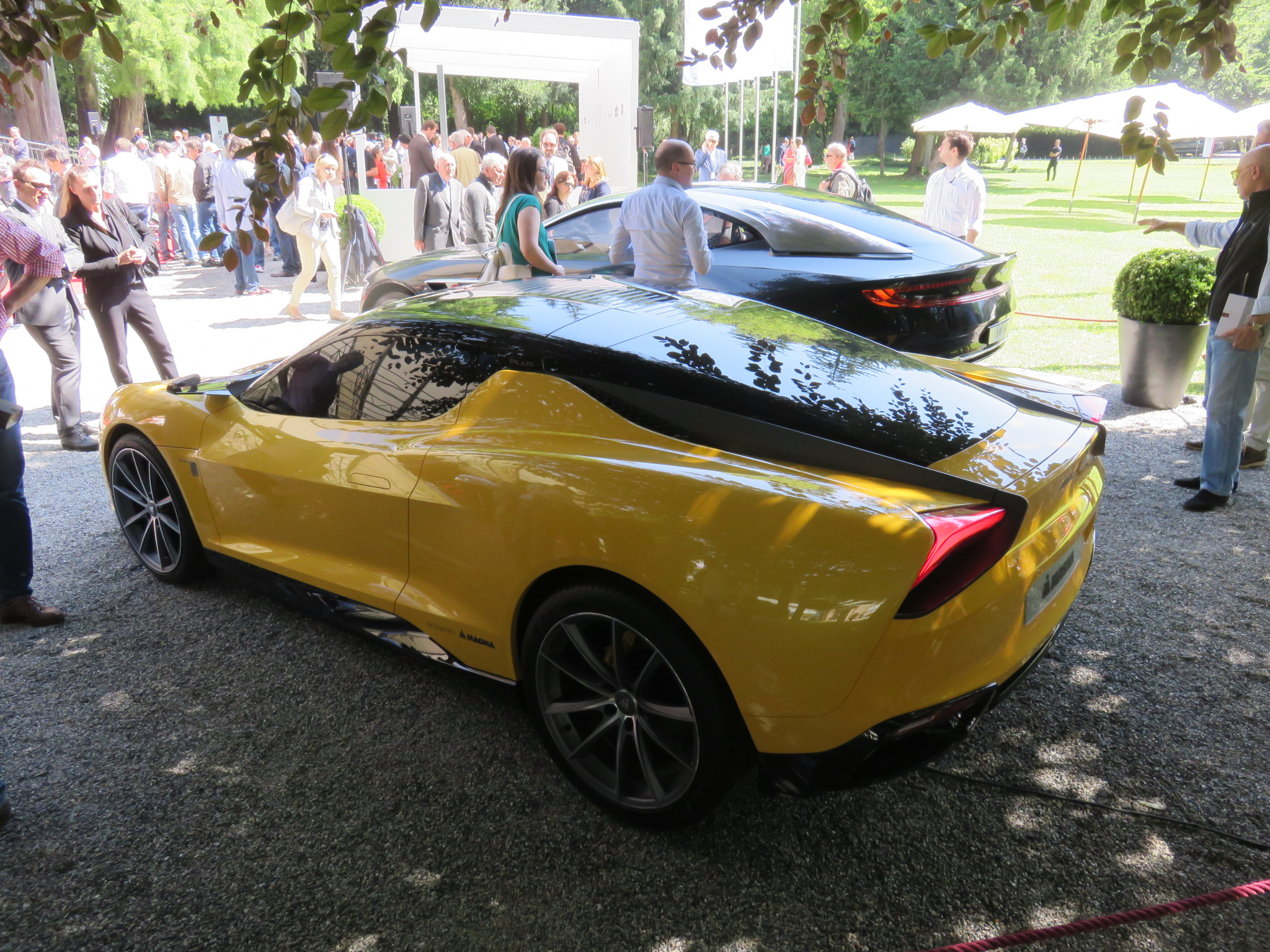
Magna MILA Plus (2015)
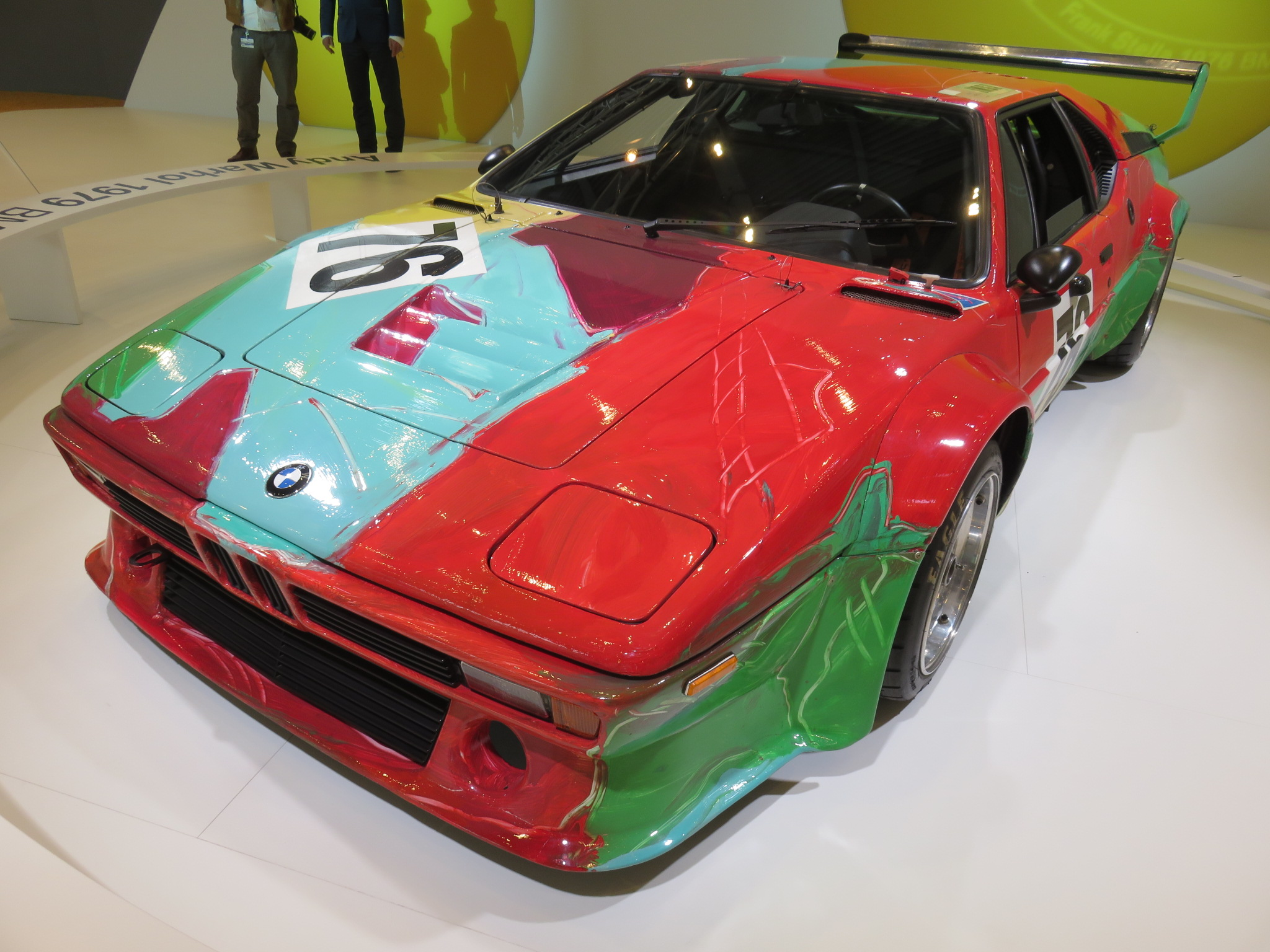
BMW M1, BMW Art car, par Andy Warhol, 24 Heures du Mans 1979
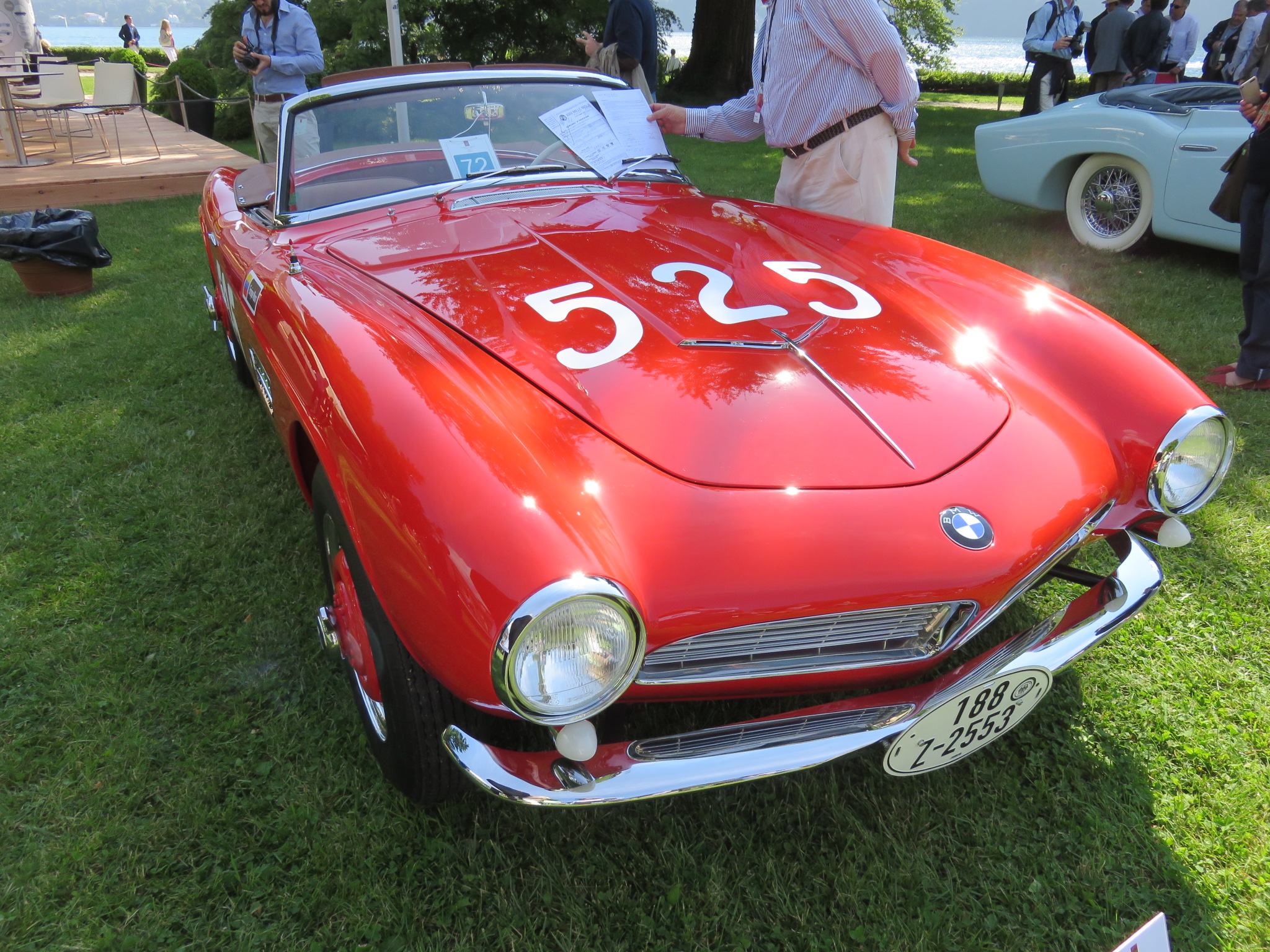
BMW 507 (1957)
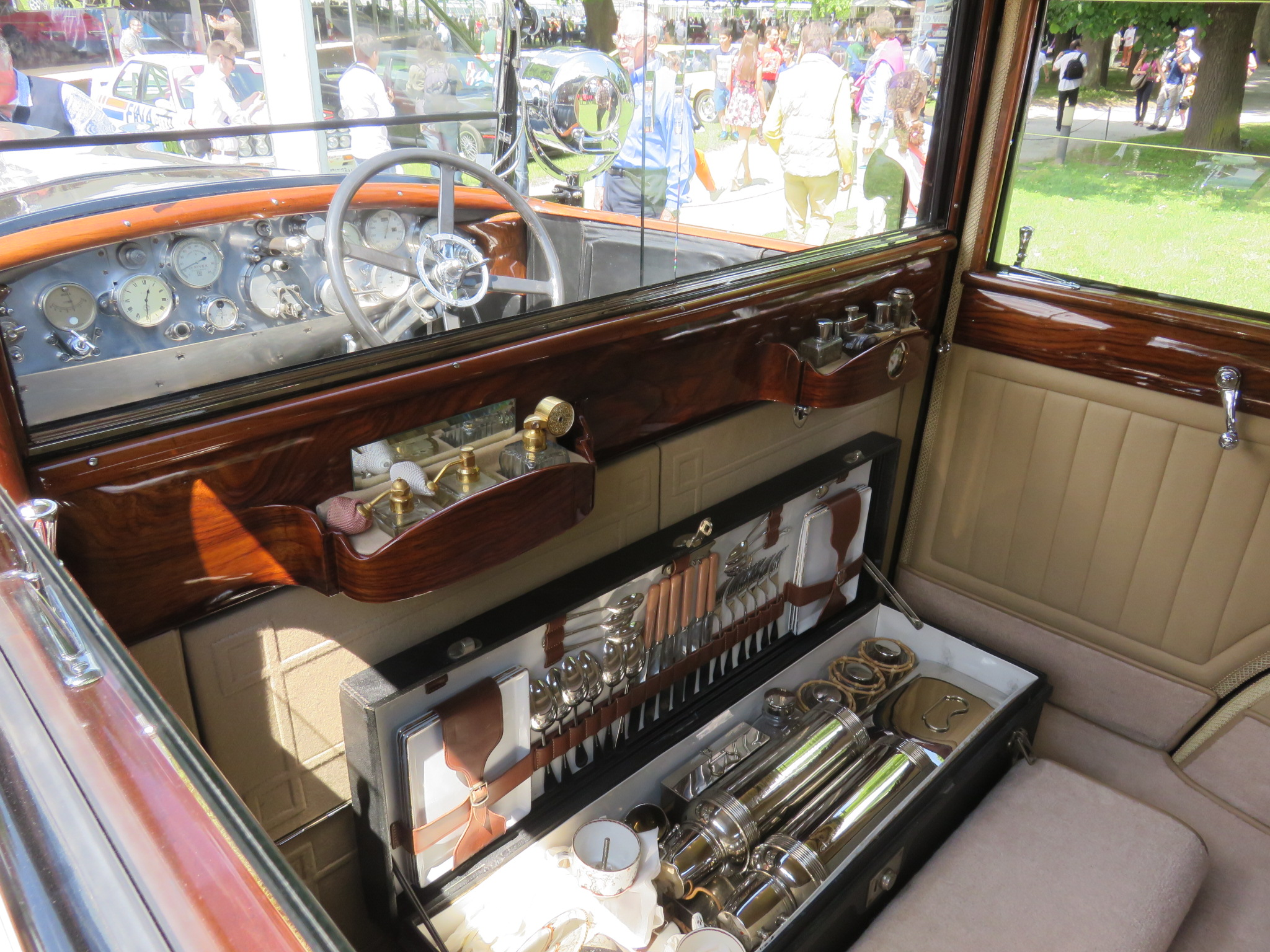
Farman A6B, Coupé de Ville (1925)
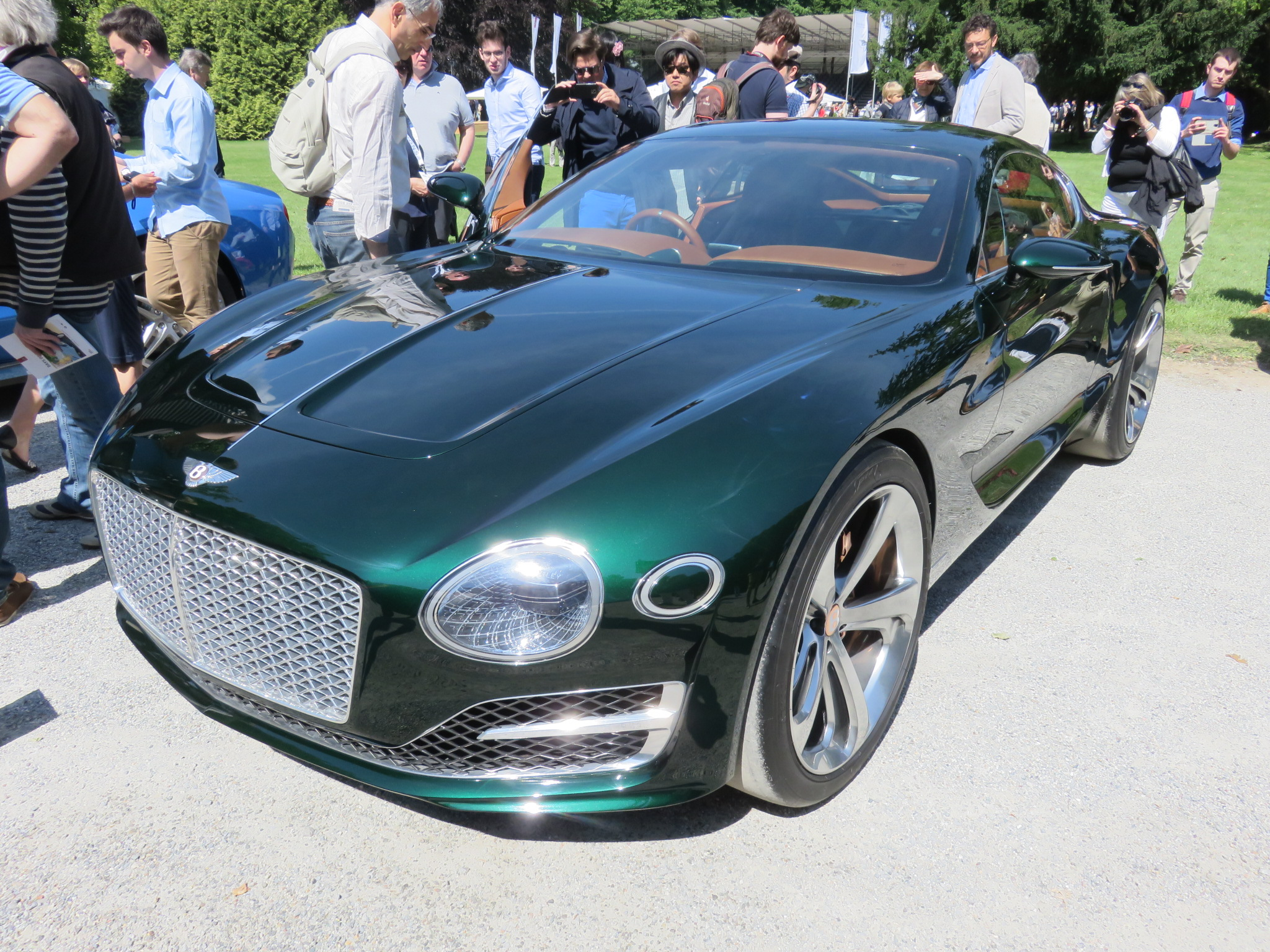
Bentley EXP 10 Speed 6 (2015)
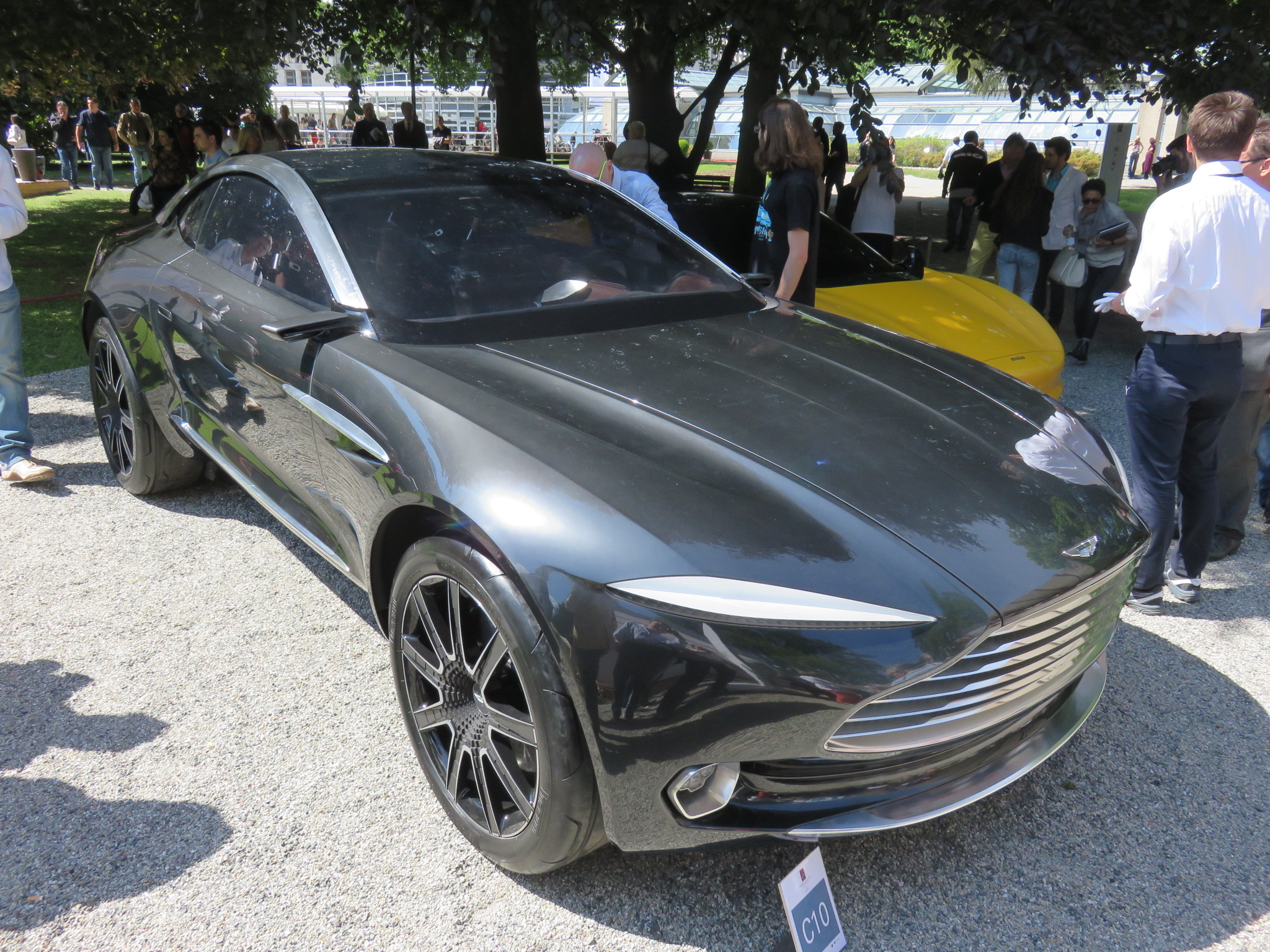
Aston Martin DBX Concept (2015)
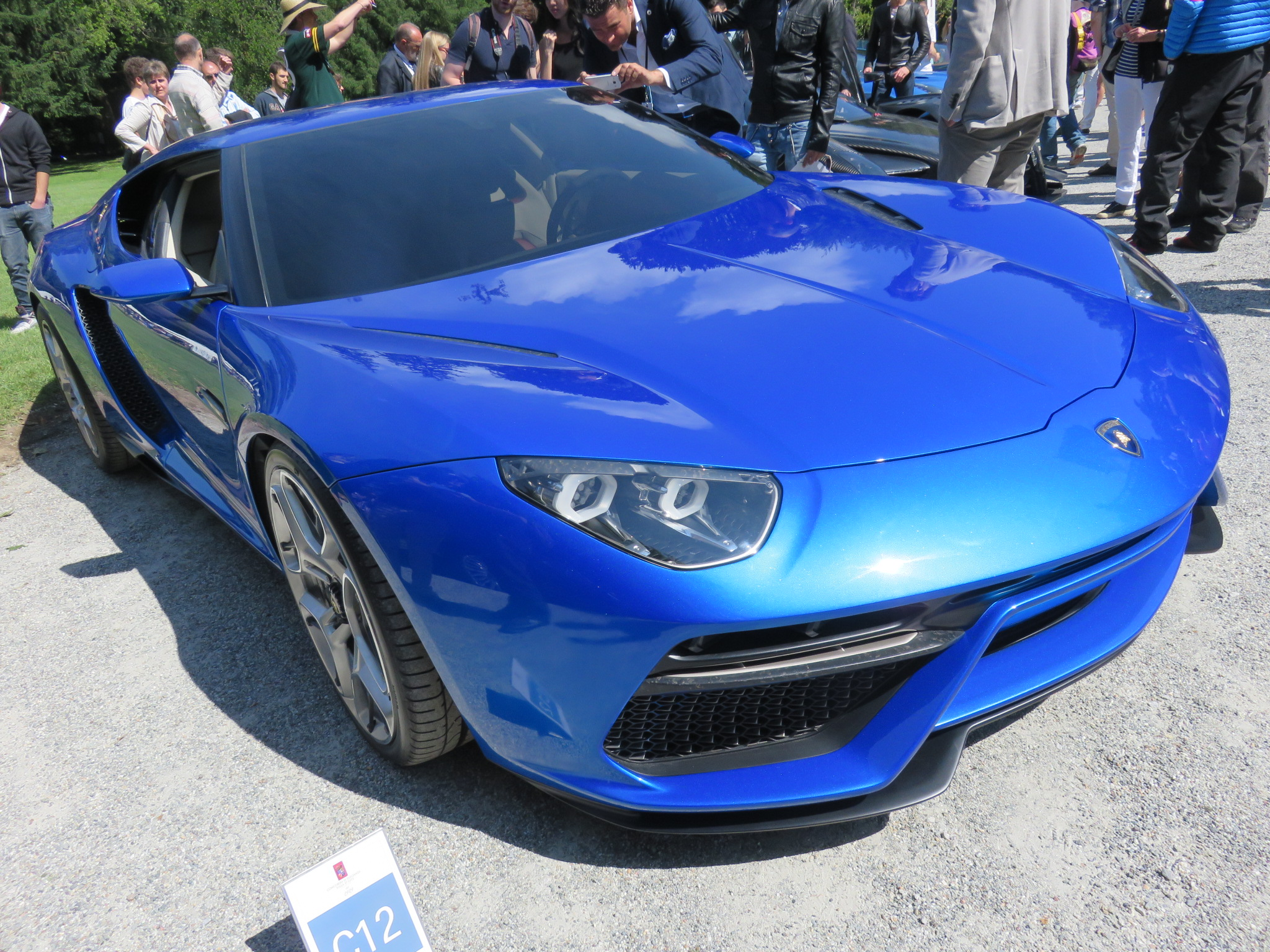
Lamborghini Asterion LPI 910-4 (2014)
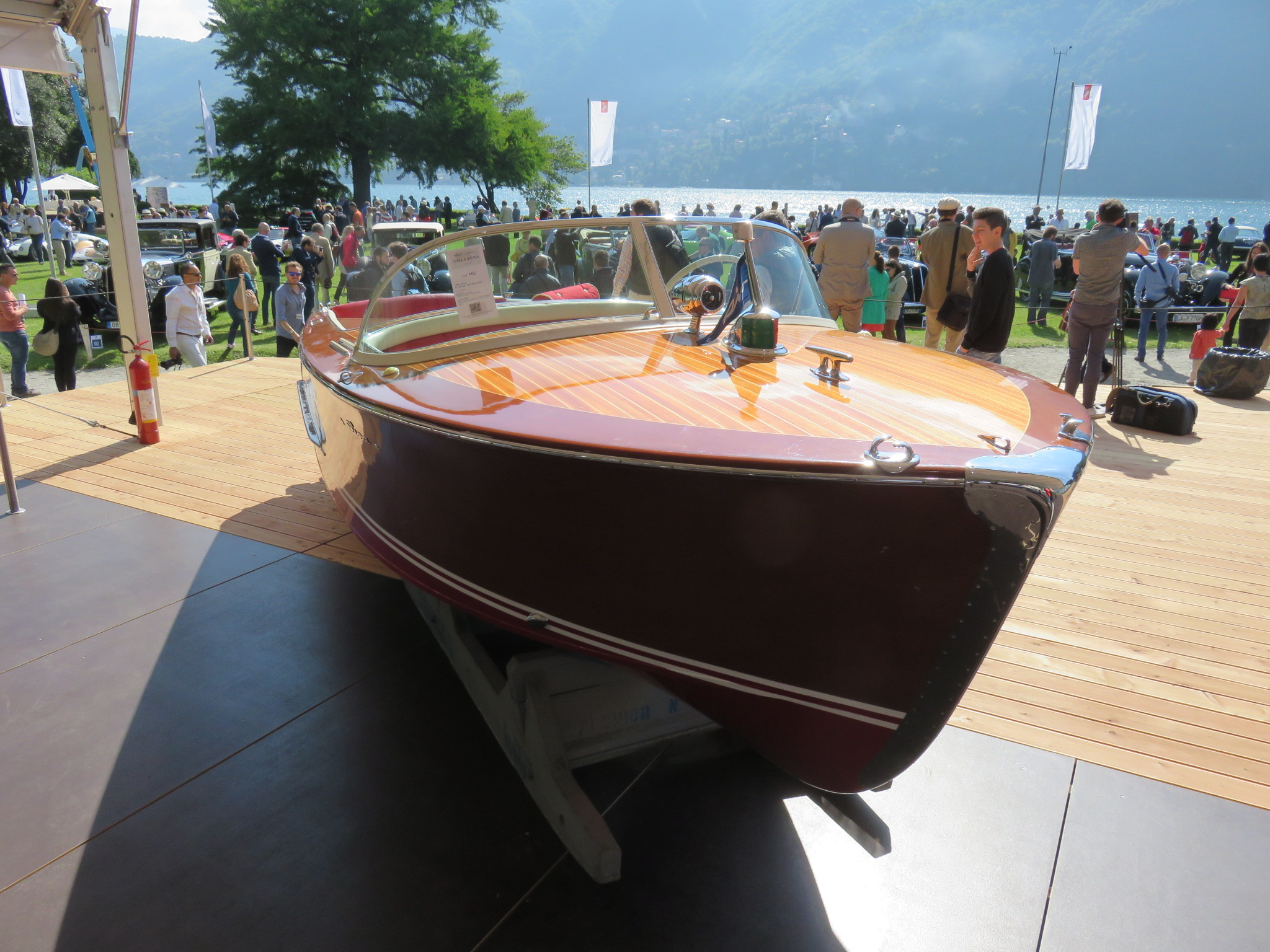
Bateau runabout Riva Florida (1959)
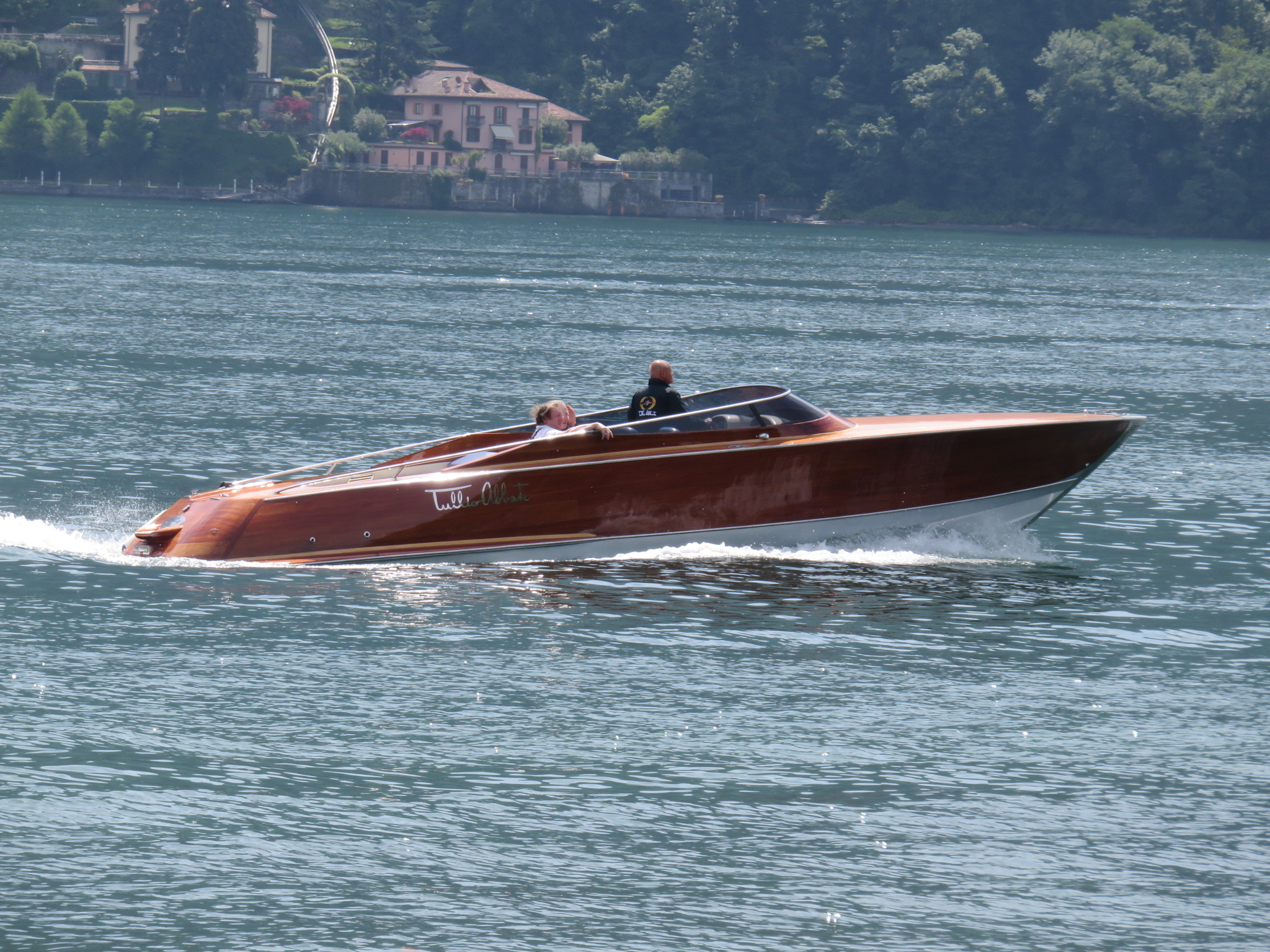
Bateau runabout Tullio Abbate sur le lac de Côme
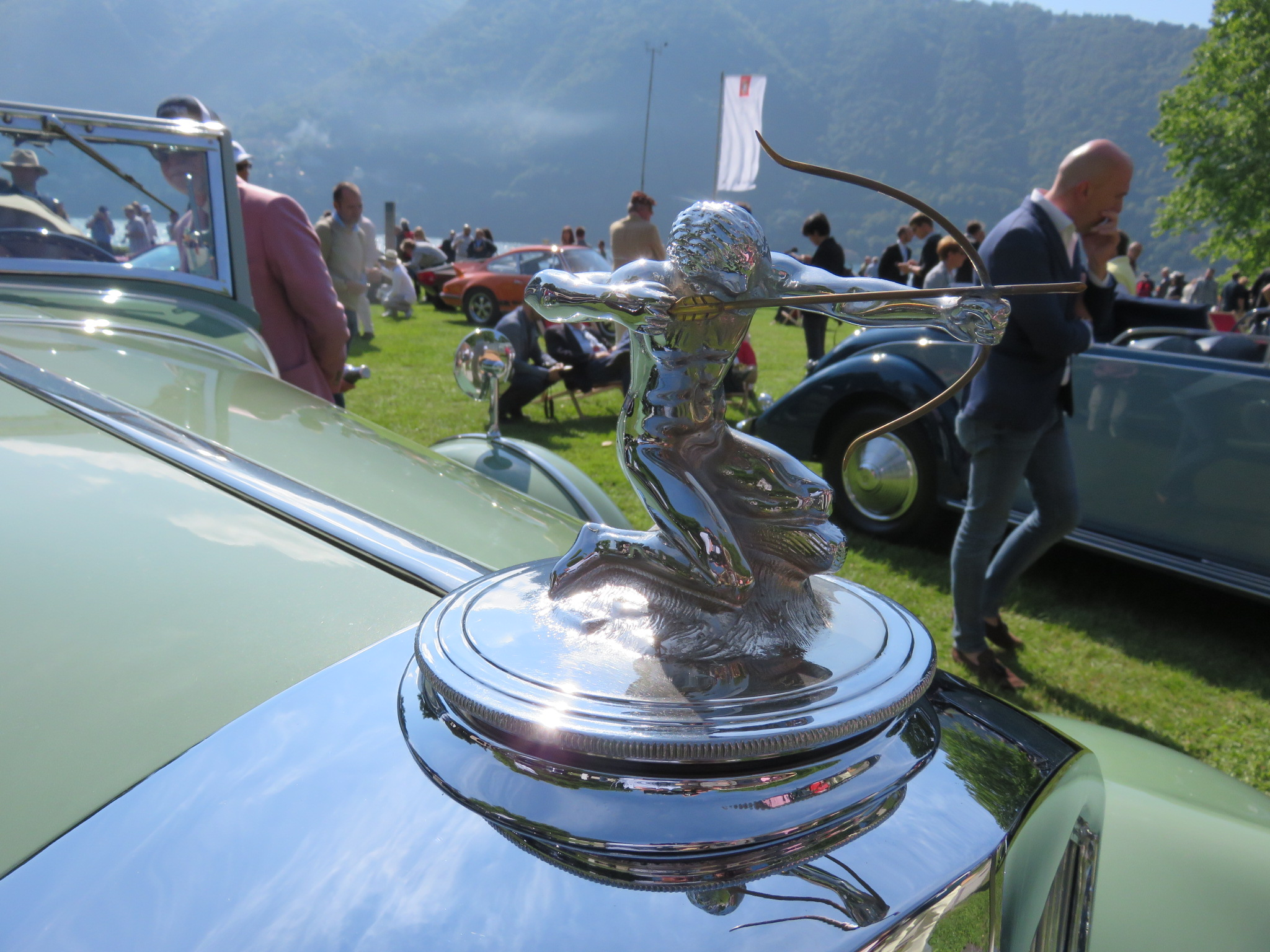
Bouchon de radiateur Pierce-Arrow 1242 (1933)
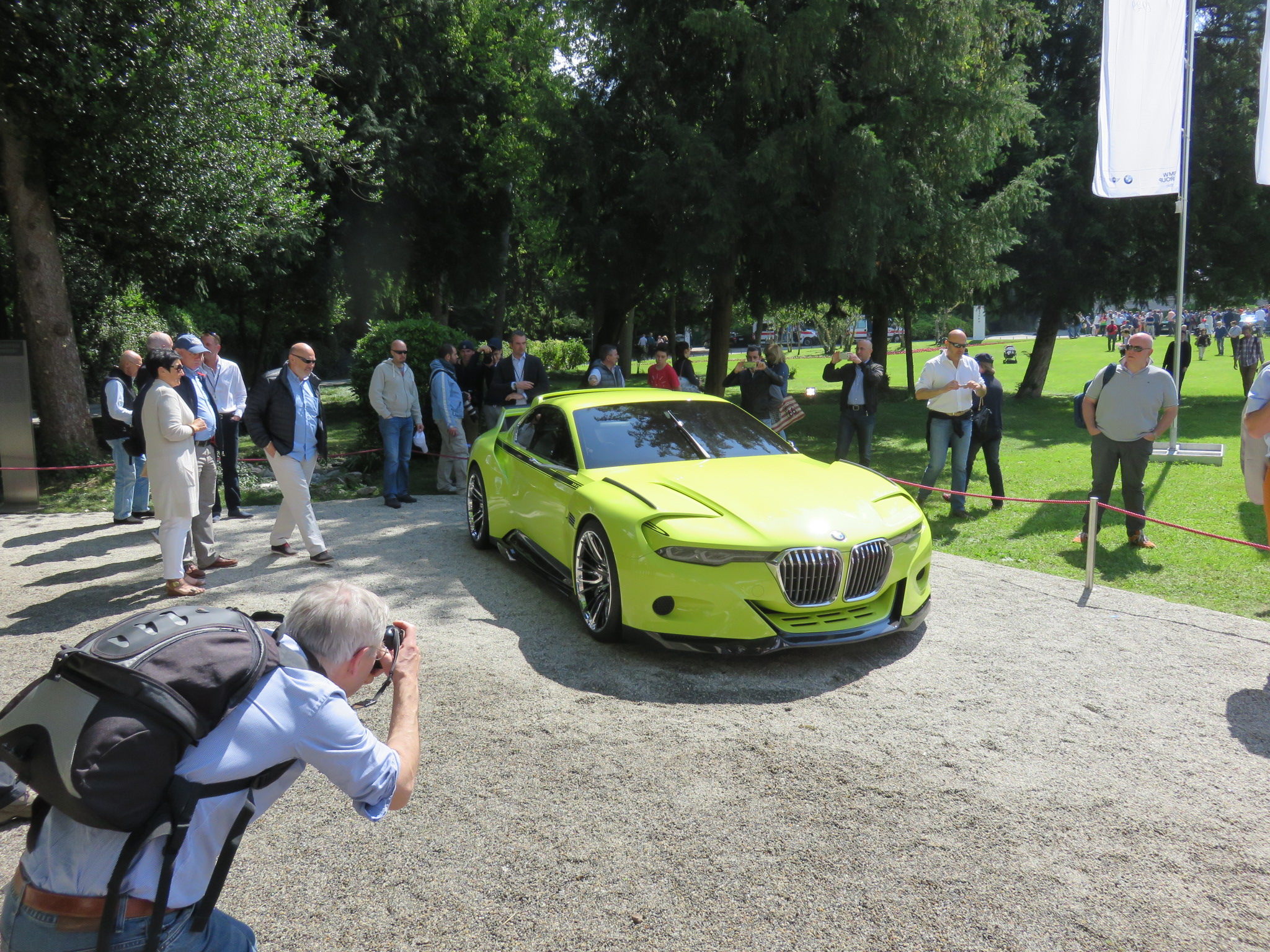
BMW 3.0 CSL Hommage (2015)
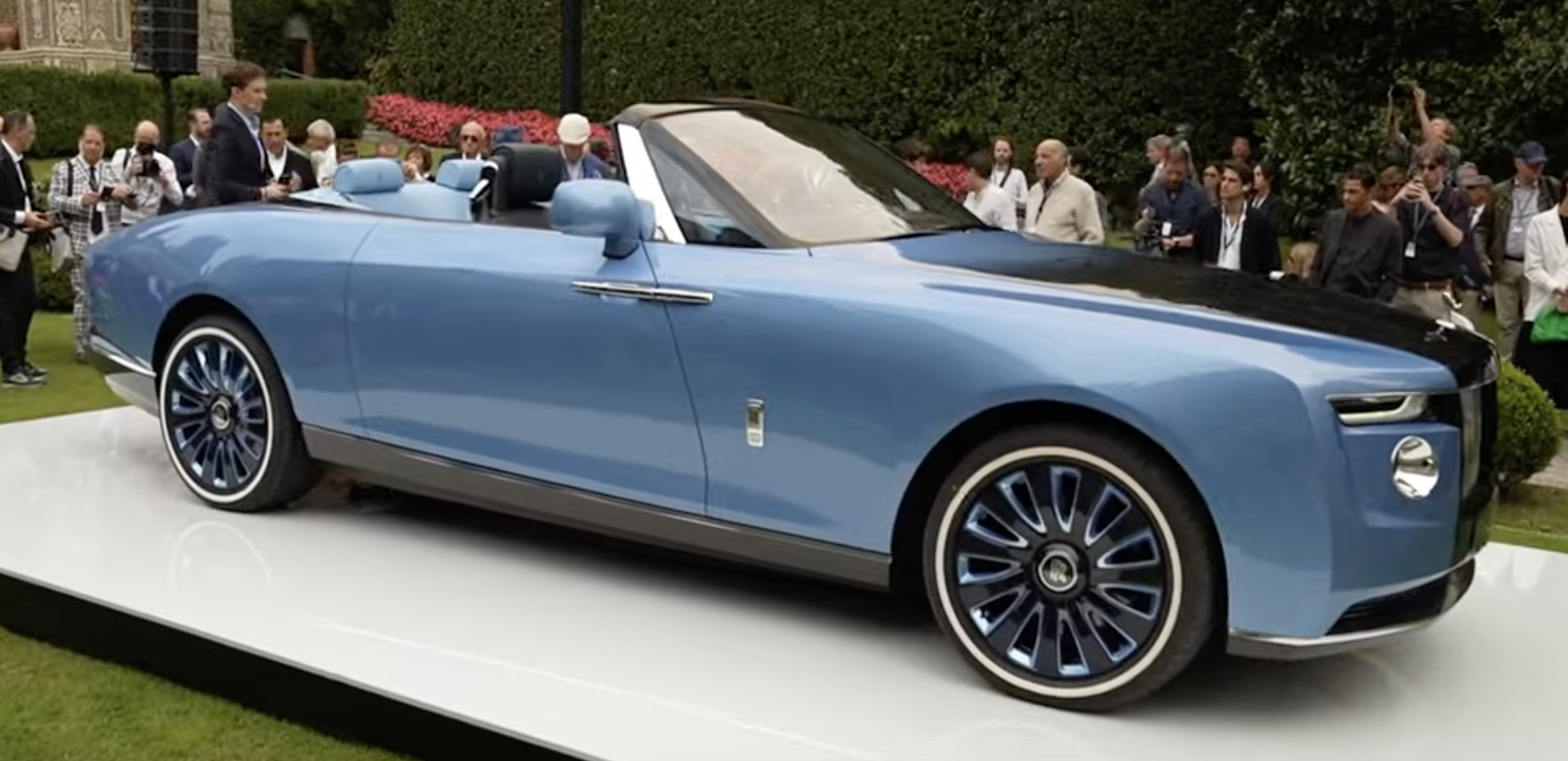
Rolls-Royce Boat Tail (2022)

Une prestigieuse vente aux enchères a également lieu, en marge du concours, avec une quarantaine de véhicules à la vente. Les mises à prix pouvant atteindre un million €, adjugées deux à trois millions € pour des modèles d'exceptions...

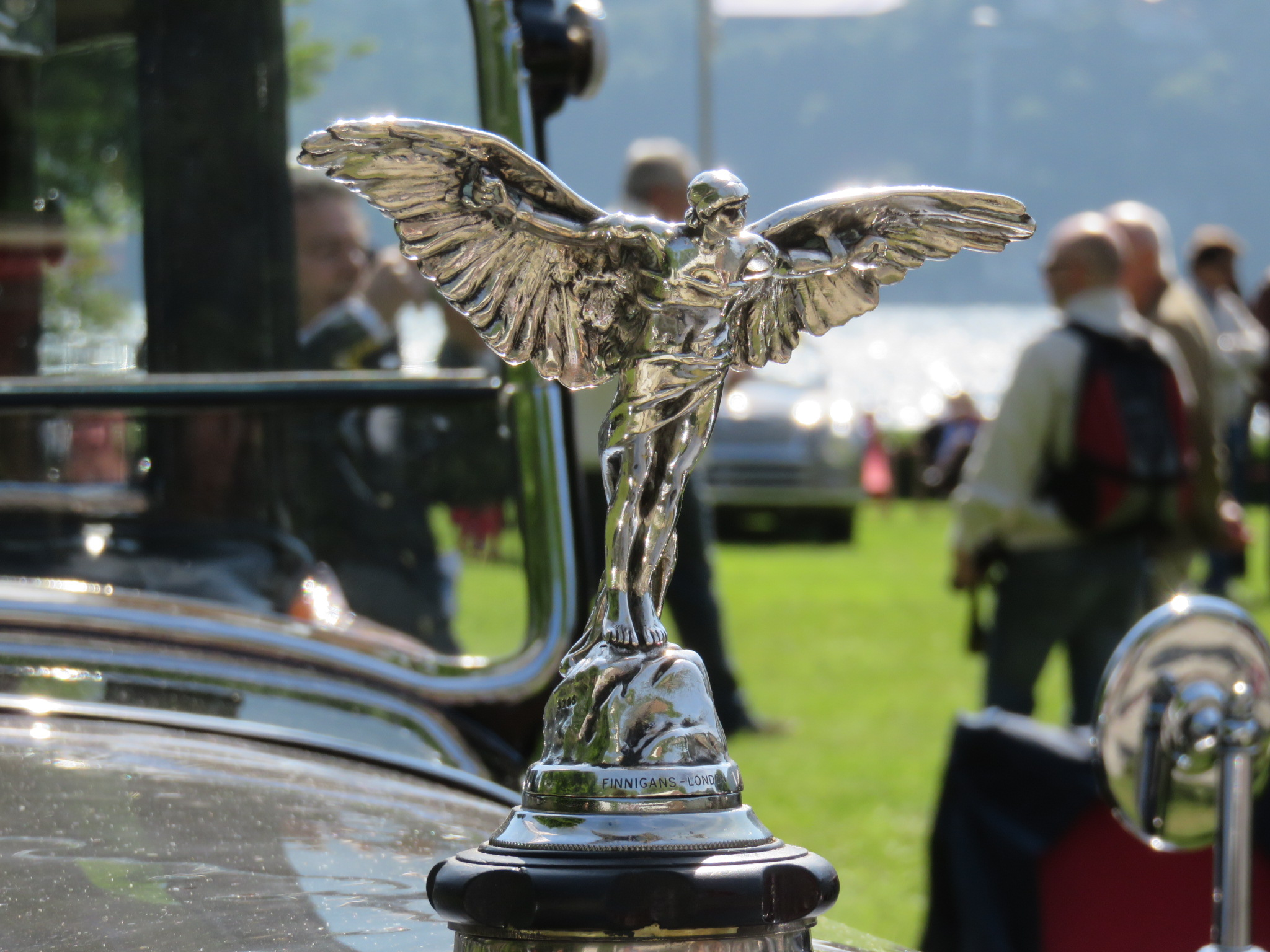
Bouchon de radiateur Icare de Farman
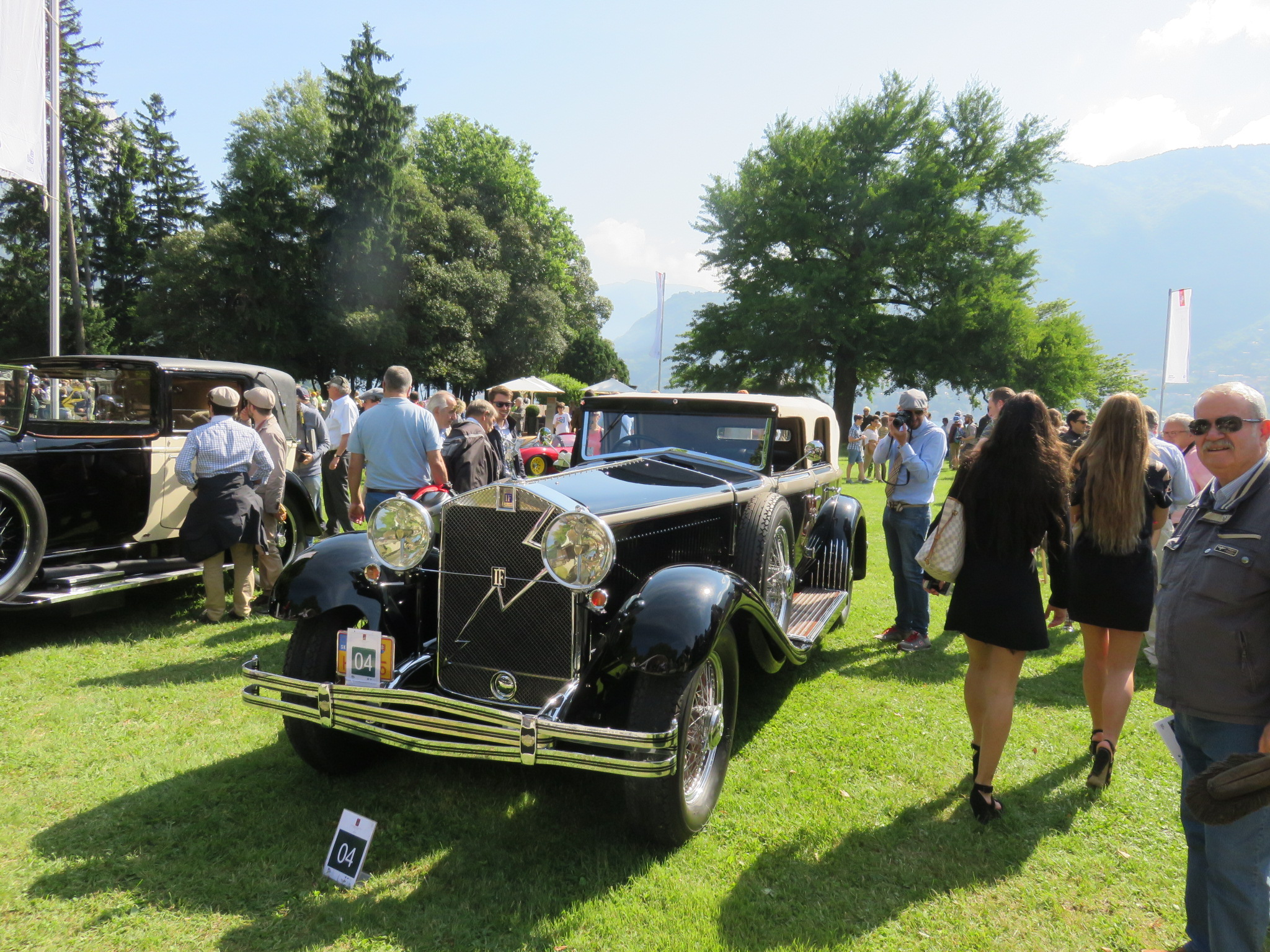
Isotta Fraschini 8A SS (1930)
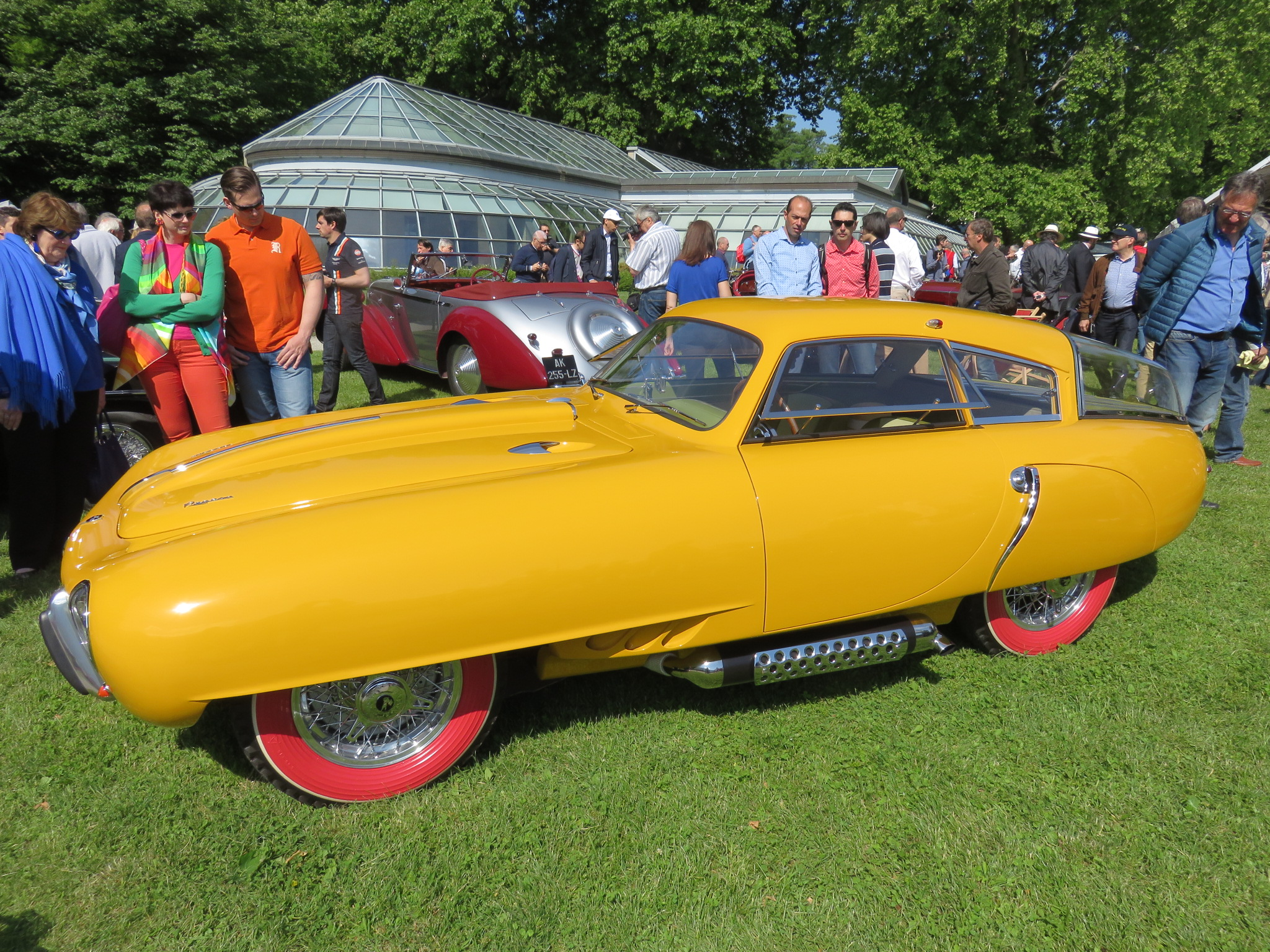
Pegaso Z-102 Dôme (1952)
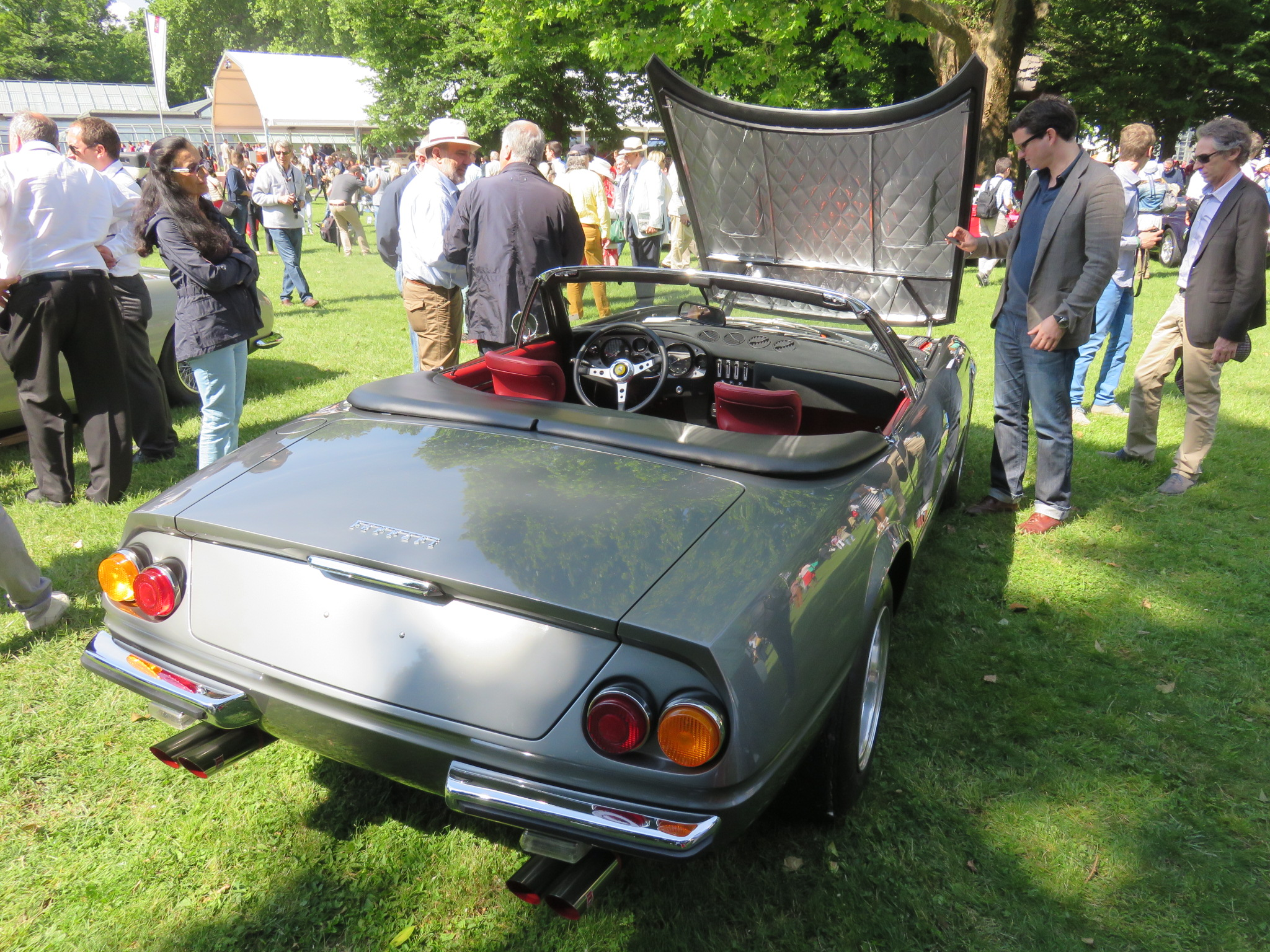
Ferrari 365 Daytona spider cabriolet (1972)
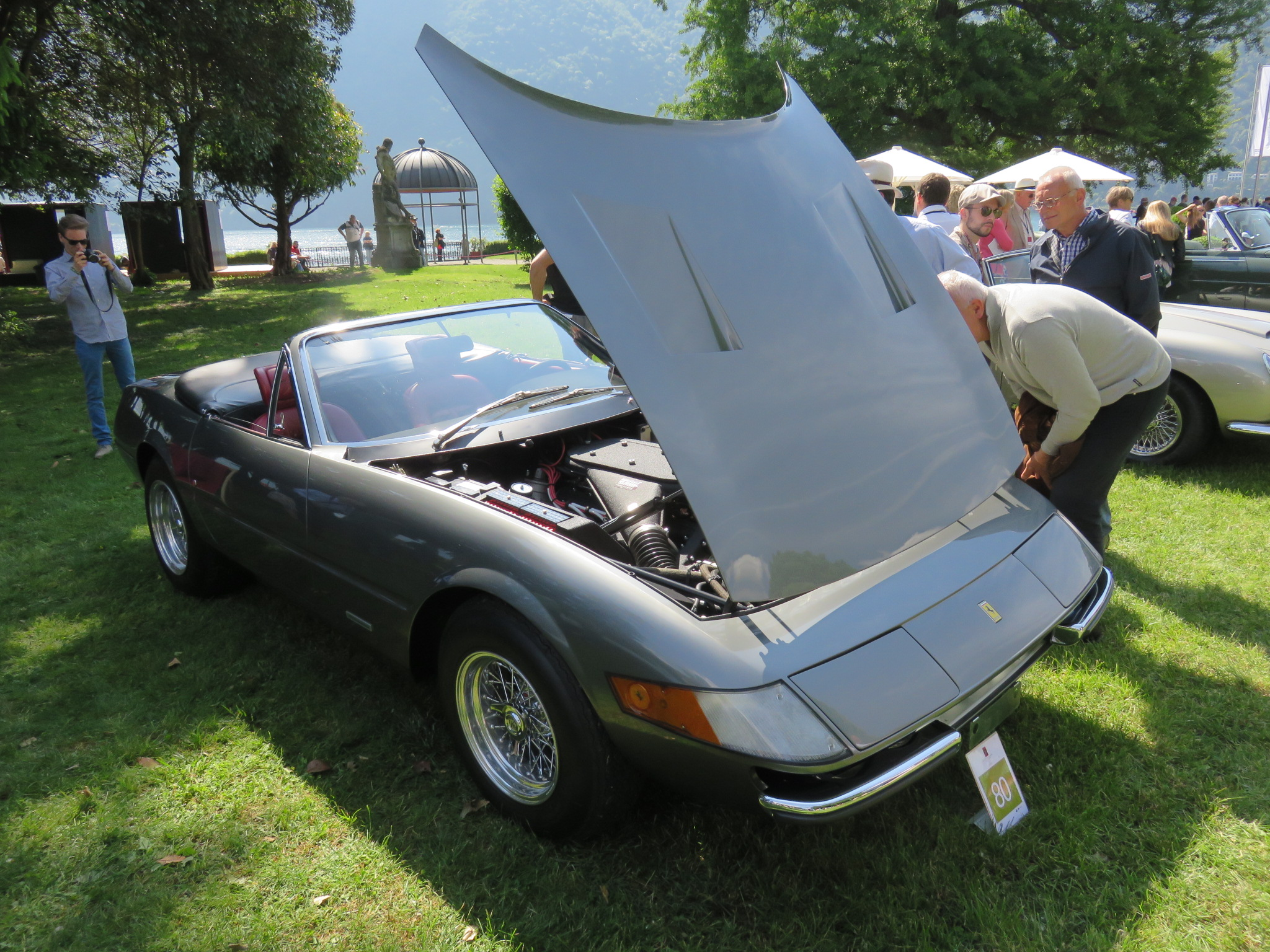
Ferrari 365 Daytona spider cabriolet (1972)
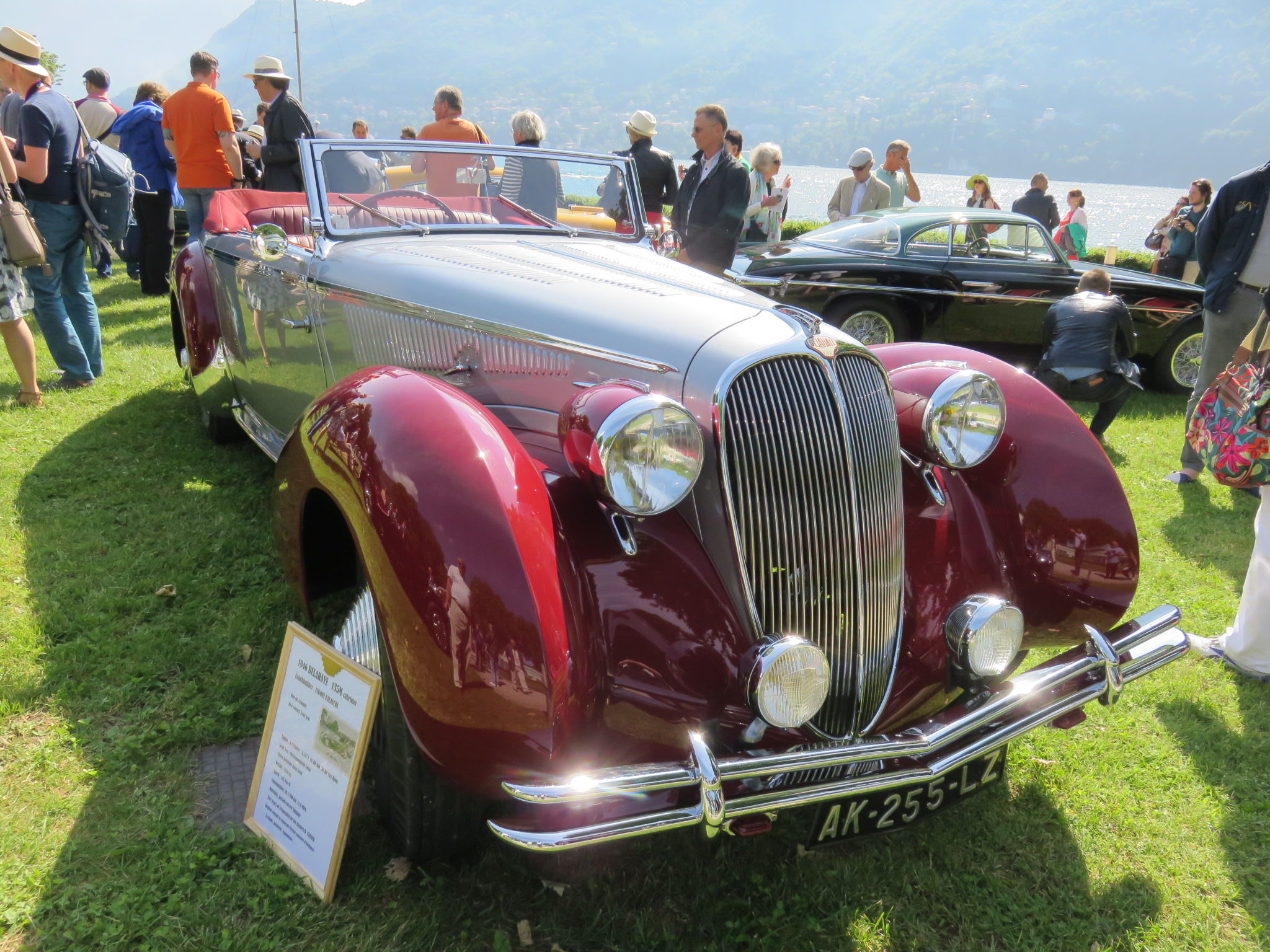
Delahaye 135 M Figoni & Falaschi (1946)
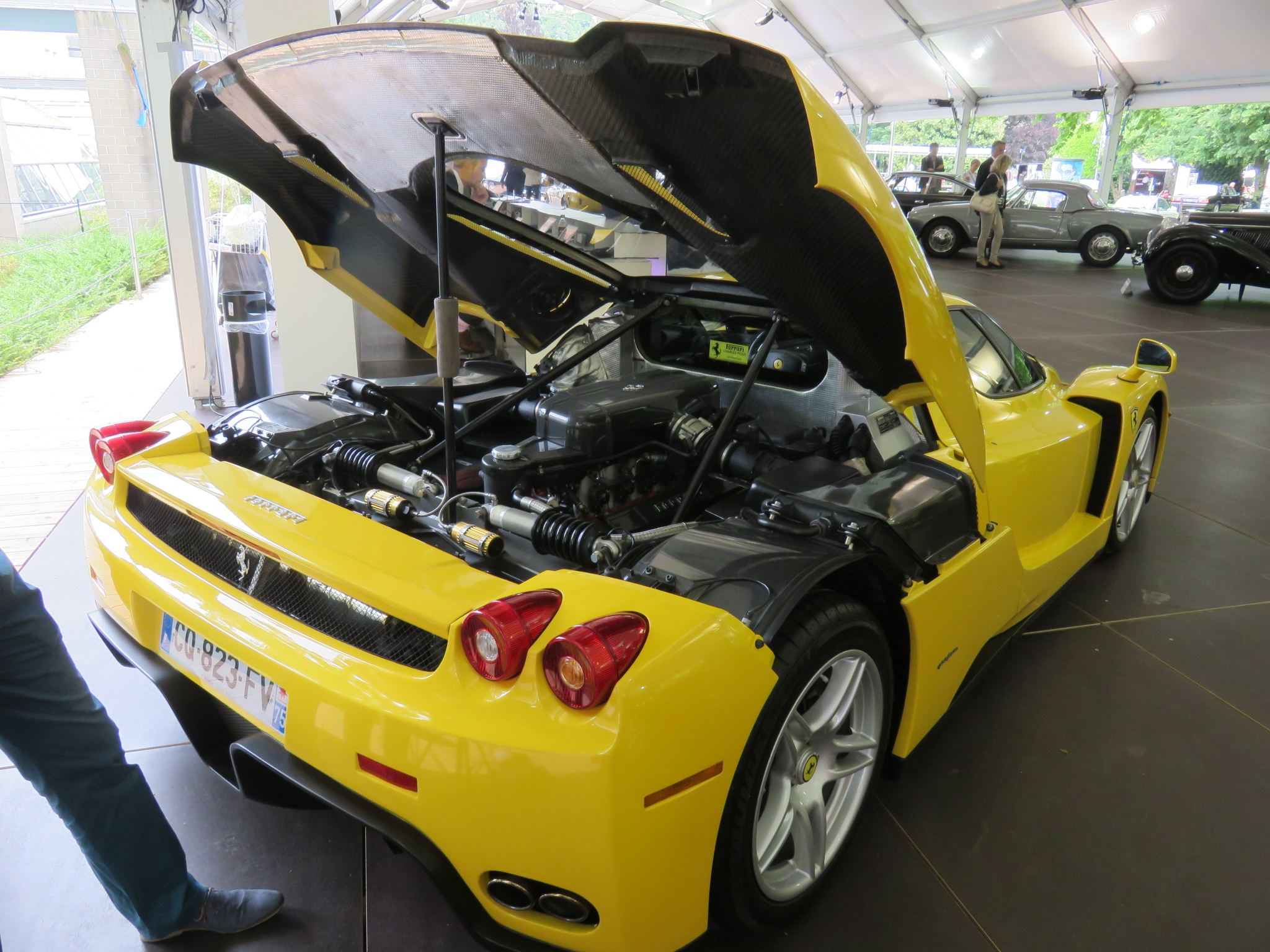
Ferrari Enzo Ferrari (2002)
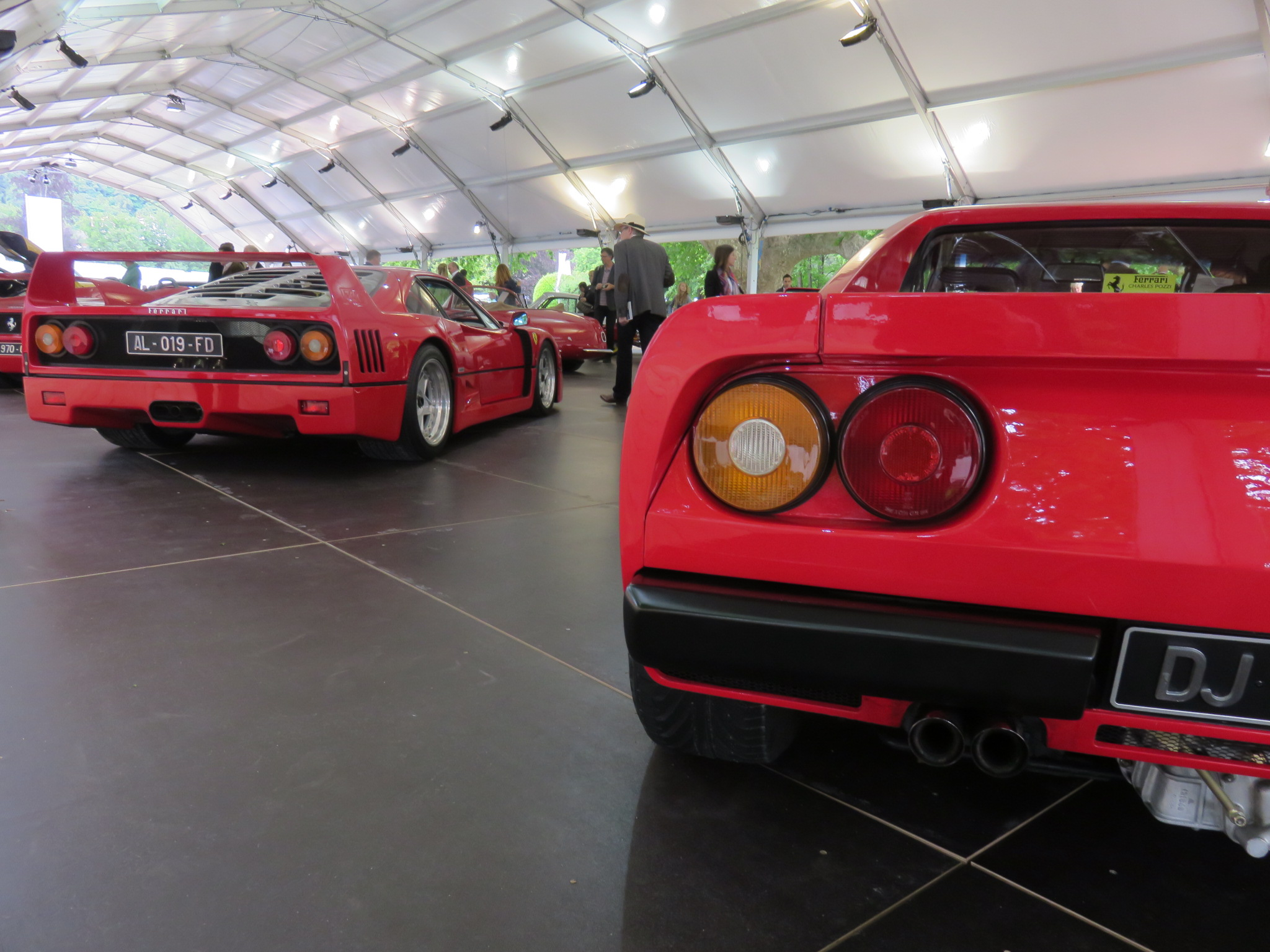
Ferrari F40 (1991) et Ferrari 288 GTO (1985)
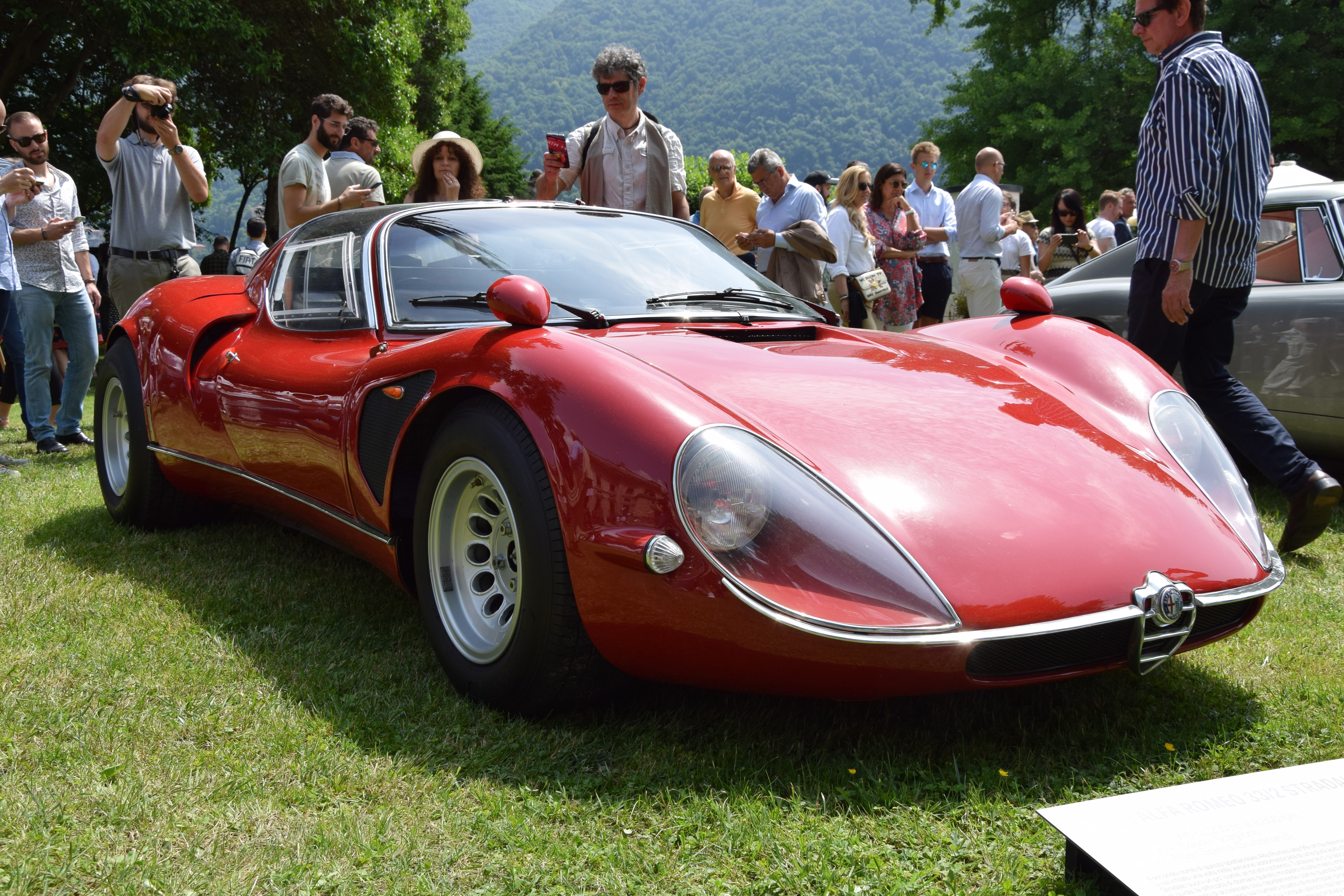
Alfa Romeo 33 Scaglione coupé Stradale (1968)
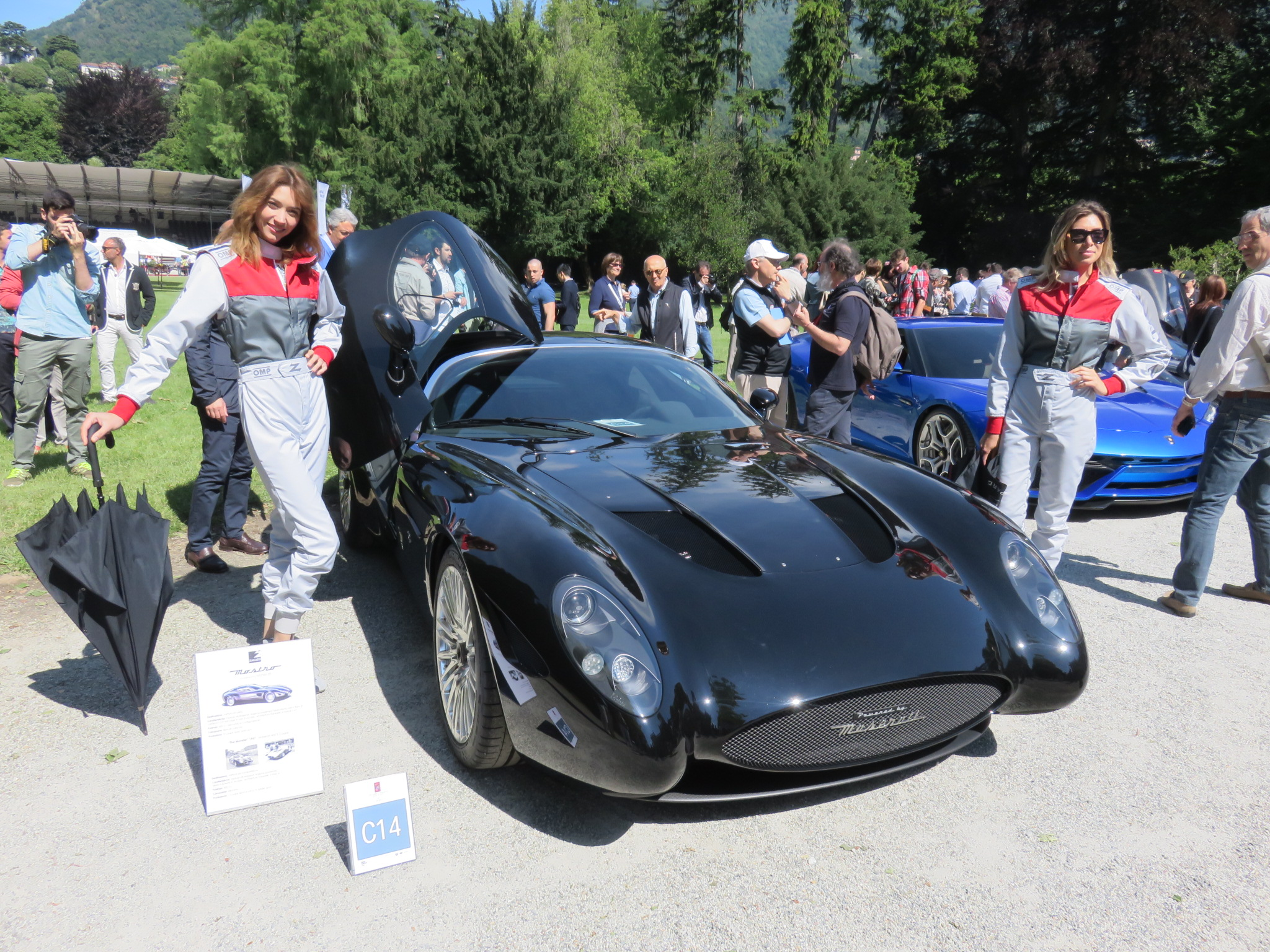
Zagato Mostro Maserati (2015)
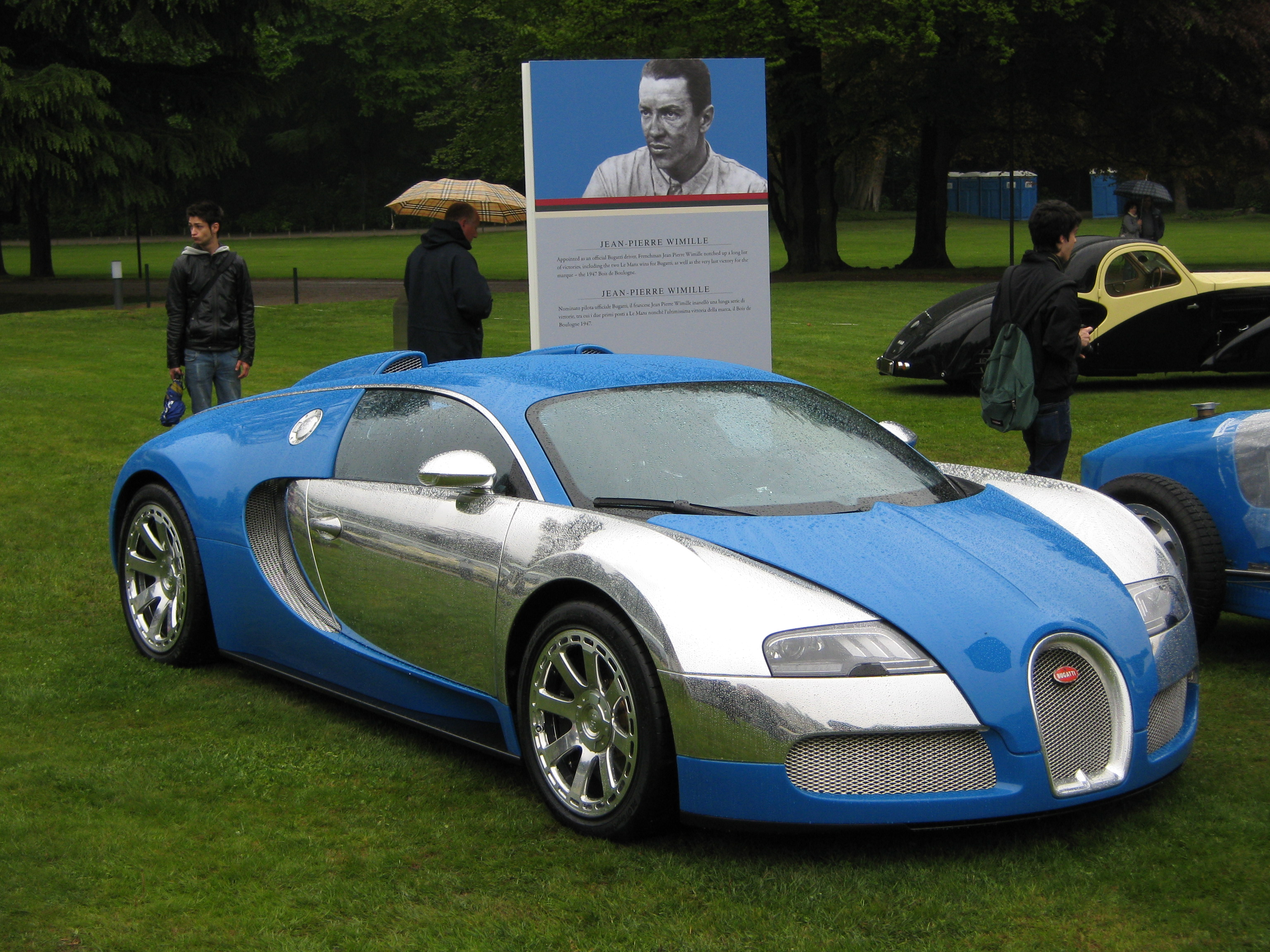
Bugatti Veyron Wimille (2009)
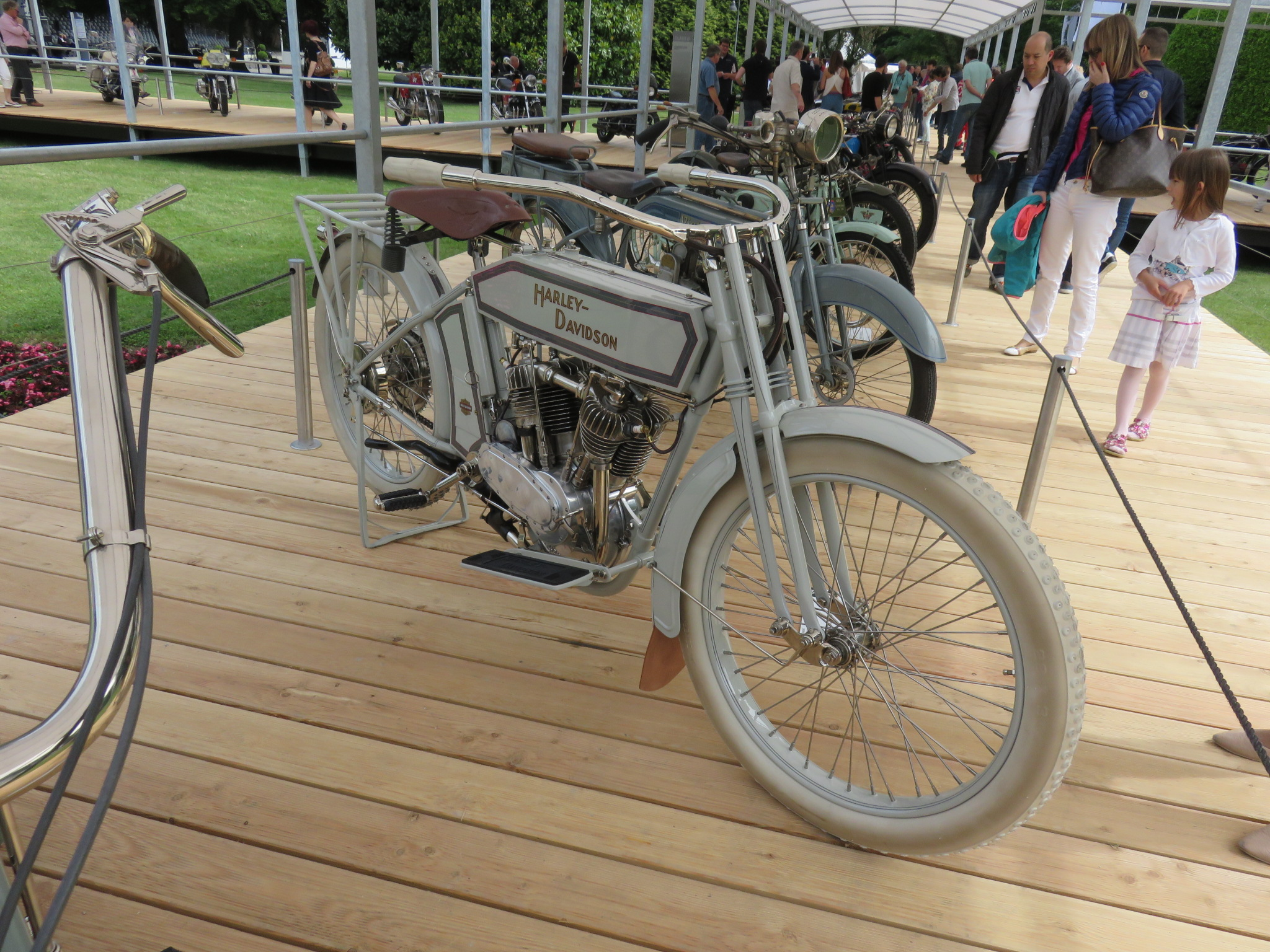
Harley-Davidson 10-E (1914)